# Gymnasium Dresden-Plauen
Das Gymnasium Dresden-Plauen (GDP) ist mit 930 Schülern und Schülerinnen eines der größten Gymnasien Dresdens. Es befindet sich im Süden der sächsischen Landeshauptstadt. Das Hauptgebäude steht an der Kantstraße im Stadtteil Plauen. Hervorgegangen aus einem 1896 gegründeten Lehrerseminar, trägt die Schule seit 1992 ihren heutigen Namen.

## Architektur und Ausstattung

### Schulgelände
Das Grundstück an der Kantstraße, Ecke Coschützer Straße, war anfänglich 18.000 m² groß. Heute nimmt es insgesamt 26.802 m² ein. Das Gelände liegt am Hang des Elbtalkessels mit einem Höhenunterschied von 18 Metern. Die Kantstraße hat ein Höhenniveau von 160 m und der neue Sportplatz oberhalb befindet sich auf 178 m. Das Gelände wird von zwei Wirtschaftswegen durchschnitten. Der erste führt von der Coschützer Straße südlich am Hauptgebäude vorbei und dann im rechten Winkel weiter am Westflügel zur Kantstraße hin. Der weiter südlichere zweite verläuft von der Coschützer Straße direkt zur neuen Sporthalle. Das Schulgelände besitzt viel Grünfläche und hat einen Baumbestand mit vielen alten Bäumen. Zur Ausstattung gehören eine kleine Freilichtbühne, mehrere Tischtennisplatten, ein Steinbrunnen sowie zahlreiche Sitzgelegenheiten.

### Hauptgebäude Kantstraße

#### Äußere Gestalt

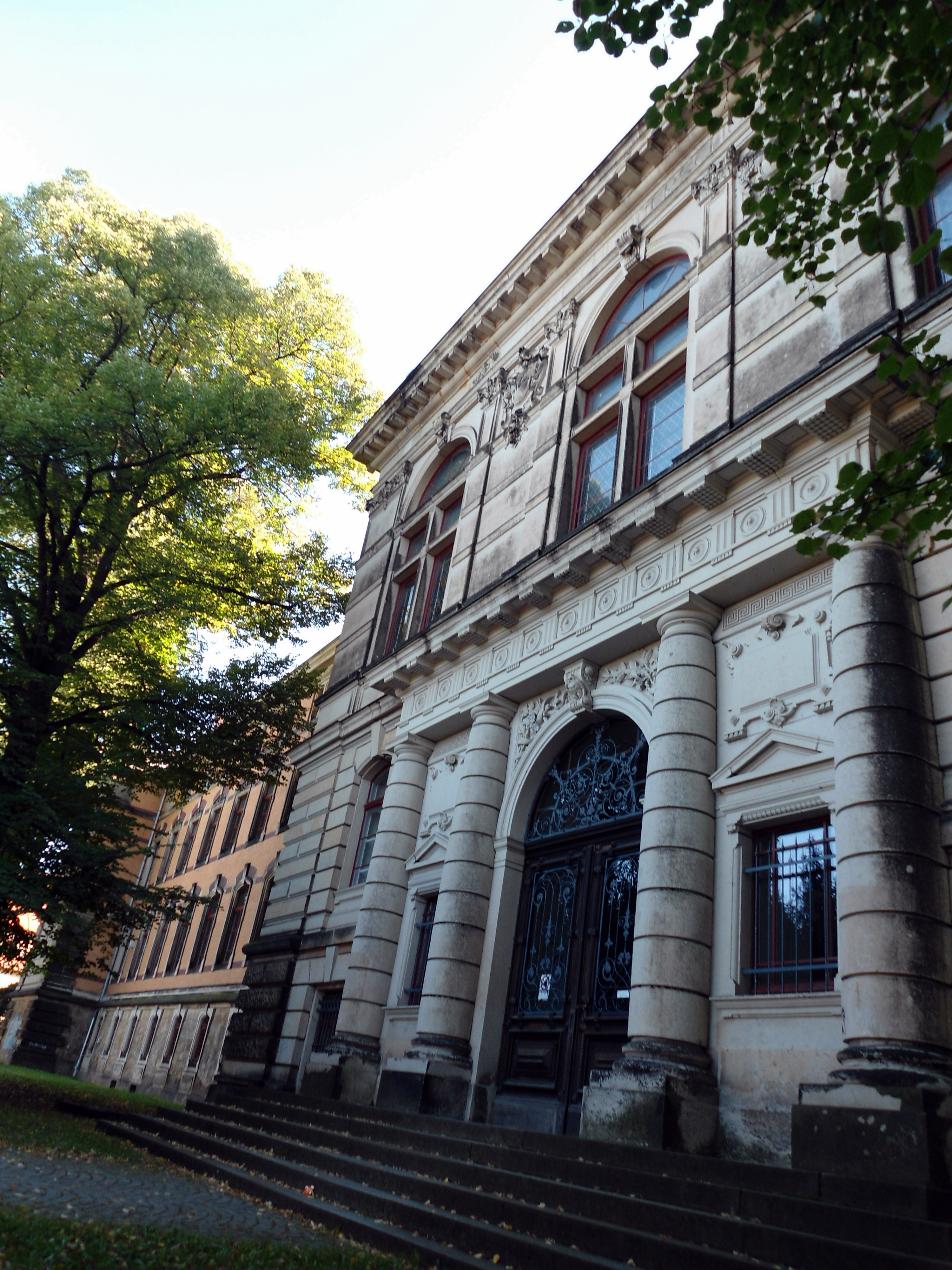
Haupteingang

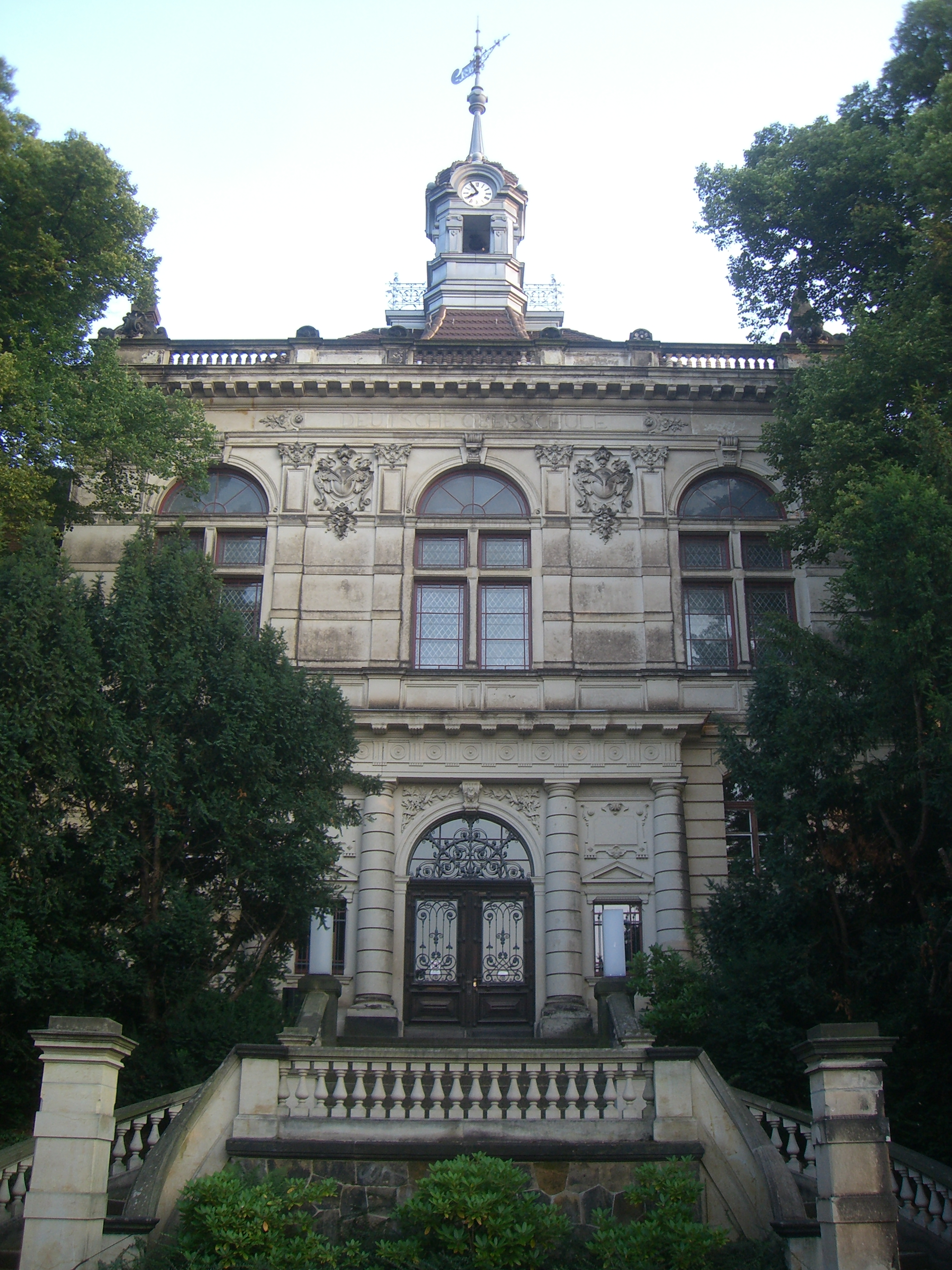
Freitreppe, Haupteingang, Uhrenturm

Das denkmalgeschützte, 95 m langgestreckte, viergeschossige Hauptgebäude mit den Lehrräumen ist eine repräsentative Dreiflügel-Anlage mit einem E-förmigen Grundriss und einer Bruttogrundfläche von 10.754 m² (vier Etagen mit je ca. 2500 m²). Das neobarocke Gebäude wurde nach Entwürfen des Geheimen Baurates Edmund Waldow von 1894 bis 1895 als königlich sächsisches Lehrerseminar in der heutigen Kantstraße 2 (damals Seminarstraße) errichtet.
Die Vorderseite erstreckt sich entlang der Kantstraße, von wo aus eine doppelläufige und geschwungene Freitreppe hinauf zum Haupteingang des Haupttreppenhauses führt. Seitlich des mächtigen Mittelrisalits bilden je zehn Fensterachsen eine Rücklage der Fassadenfront. Je ein fensterloser Seitenrisalit schließt die Gebäudefront rechts und links ab. Vier Halbsäulen säumen die zweiflügelige Eingangstür. Auf dem Schlussstein des Haupteingangs sitzt eine Eule als Vogel der Weisheit und Sinnbild für die Göttin Athene. Oberhalb der Eingangstür befinden sich die drei großen Fenster der Aula, die sich über das erste und zweite Obergeschoss erstreckt. Den Abschluss der verzierten Fassade des Haupttreppenhauses bilden der Schriftzug „DEUTSCHE OBERSCHULE“ und ein Konsolenfries unterhalb der Dachtraufe. Die Attika in Form einer Balustrade mit aufgesetzten Vasen verdeckt bei dem Mittel- und Seitenrisalit die Dachtraufe und schmückt den Dachrand.
Die Fassade des Haupttreppenhauses ist zur Kantstraße hin komplett in Sandstein verkleidet. Alle anderen Gebäudeteile haben einen gleichbleibenden Fassadenaufbau. Das Kellergeschoss besitzt eine Wandverkleidung aus polygonalen Natursteinplatten und bildet optisch das Sockelgeschoss des Gebäudes. Die oberen Geschosse haben eine Verblendung aus gelben Klinkersteinen, die durch eine Bänderung aus dunkelroten Klinkern gegliedert wird. Die hohen Sprossenfenster des Erdgeschosses und des ersten Obergeschosses werden ebenfalls durch Entlastungsbögen aus dunkelroten Klinkern farblich abgesetzt. Die Fensterzargen sind aus Sandstein gearbeitet. Das zweite Obergeschoss ist deutlich niedriger als das Erdgeschoss und das erste Obergeschoss. Hier wurden die Fenster immer paarweise gegliedert, um die gleiche Breite wie in den anderen Geschossen zu erreichen. Alle Gebäudeecken sind bis einschließlich des Erdgeschosses mit Eckrustizierungen versehen. Das Kellergeschoss hat in jedem Flügel mehrere Ausgänge zum Schulhof und im Ostflügel einen Ausgang zur Coschützer Straße.
Das Walmdach des Haupttreppenhauses überragt alle anderen Dächer des Gebäudes und besitzt einen Dachreiter in quadratischer Laternenform. Darin enthalten sind das Glockengeläut und die Turmuhr (Funkuhr) mit vier Ziffernblättern, für jede Seite der Laterne. Die Spitze bilden eine Turmkugel und darüber eine Wetterfahne mit der Jahreszahl 1896 als Verweis auf das Jahr der Einweihung des Gebäudes. Eine Besonderheit des Laternendaches sind die gekrümmten Dachziegel, die eine extra Herausforderung bei der Sanierung in den 1990er-Jahren waren. Die Dächer der drei Flügelgebäude sind als Plattformdach teilweise begehbar. Am Westflügel des Hauptgebäudes gibt es seit 1906 eine überdachte Brücke zur südlich gelegenen, kleinen, alten Turnhalle. Dieser Skyway überspannt mit einem Korbbogen den Wirtschaftsweg auf dem Schulgelände. Die alte Turnhalle ist ebenso mit Klinkern gestaltet wie das Hauptgebäude. Ein achteckiger Turm an der Turnhalle enthält ein Treppenhaus, das ebenfalls Zugang zu den Räumen über dem Turnsaal und dem Übergang bietet.

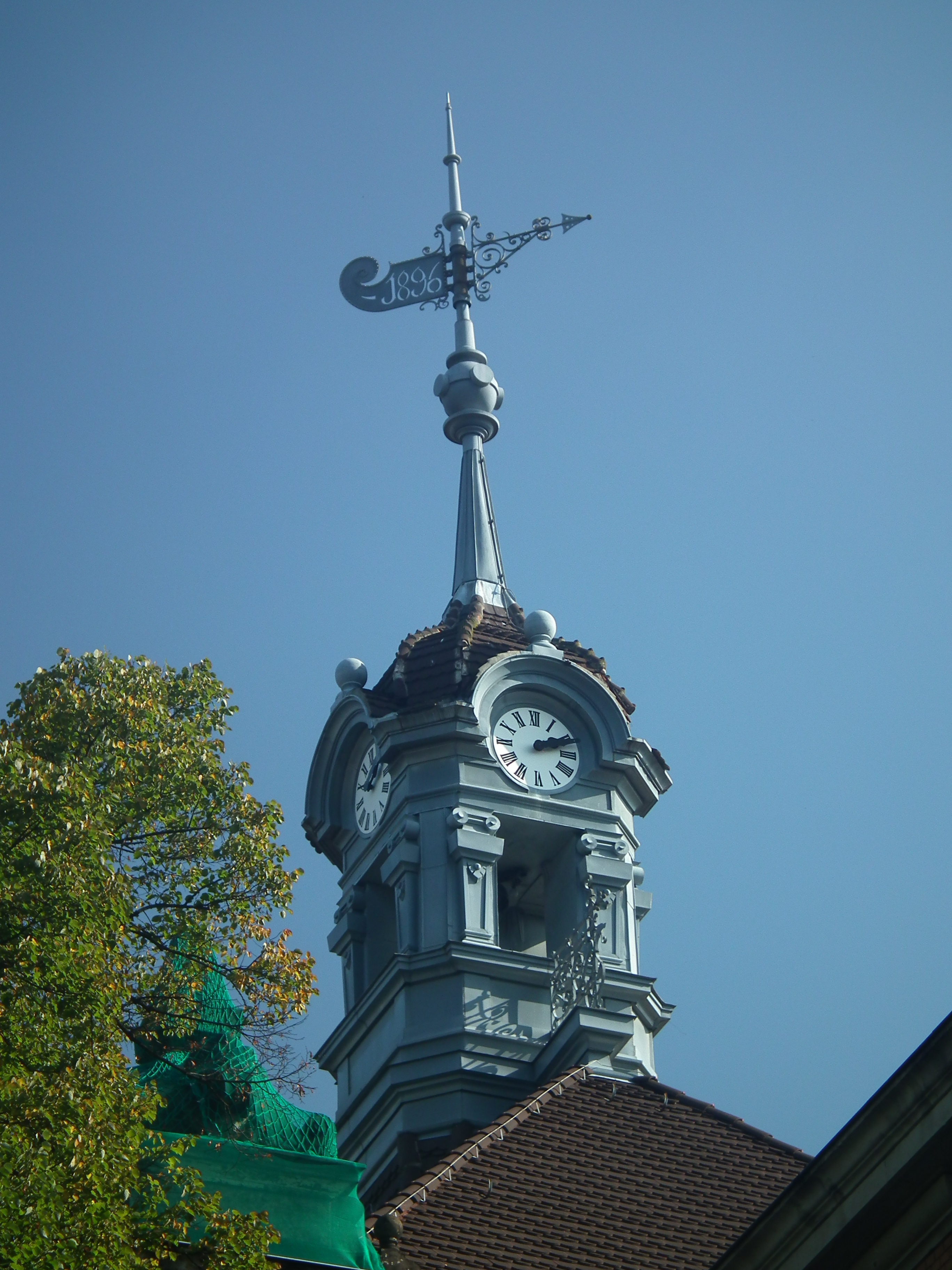
Uhrenturm
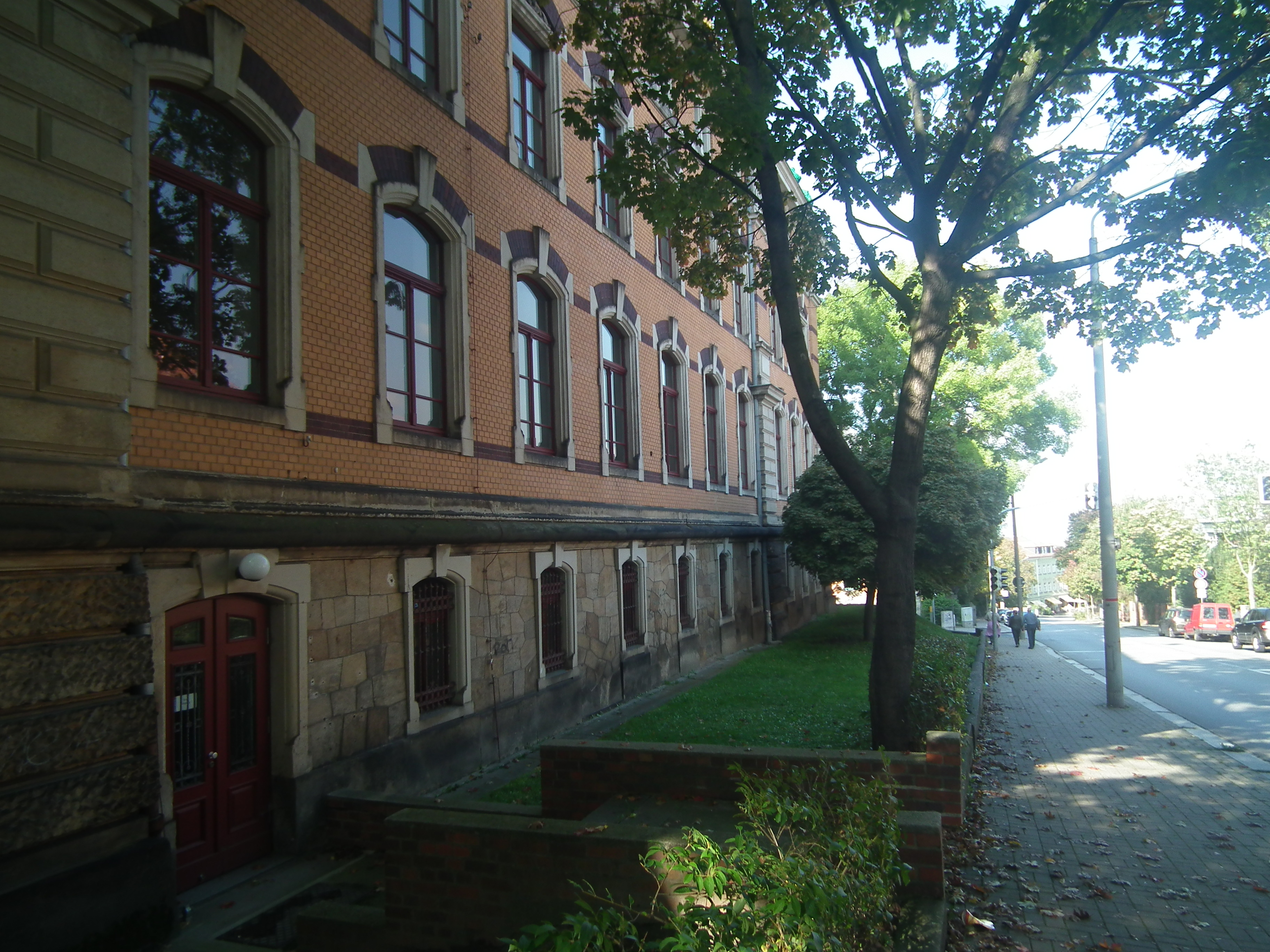
Ostflügel
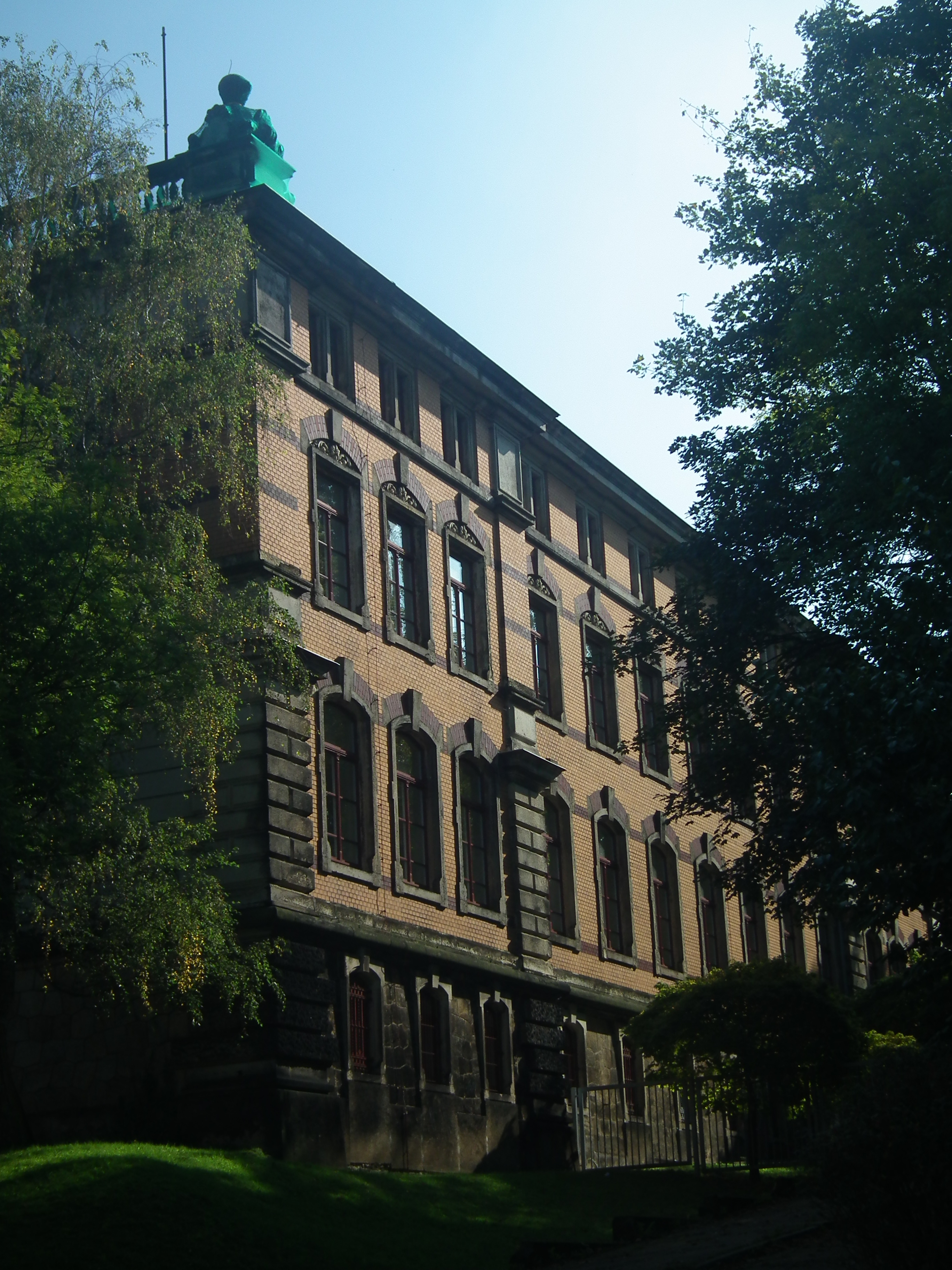
Westflügel
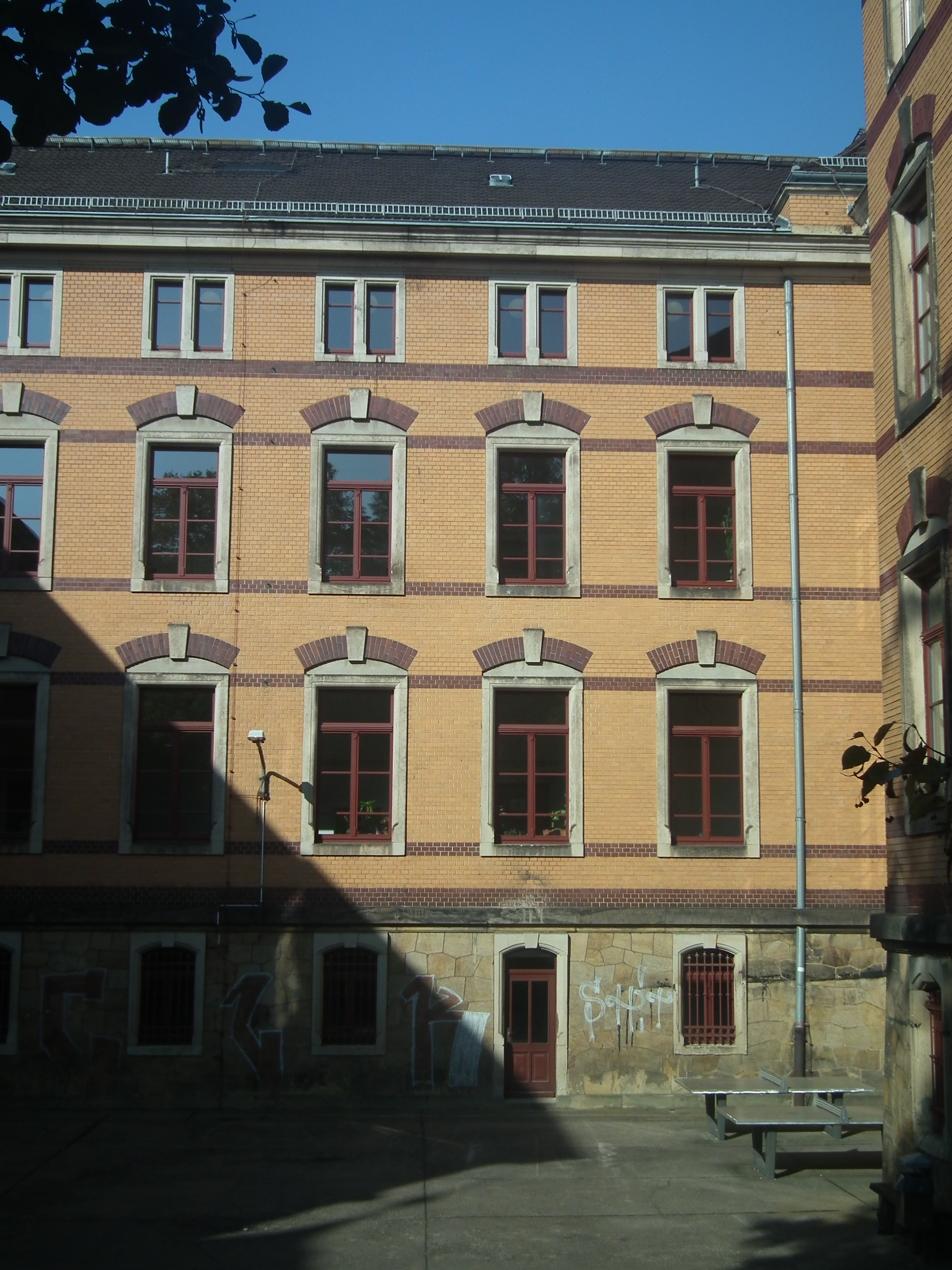
Westflügel Innenhof

#### Innenbereich
Von der Eingangstür im Haupttreppenhaus gelangt man in den Eingangsbereich mit seinen großen Lampen auf der Treppenbrüstung. Von hier führt eine breite Treppe vom Niveau des Kellergeschosses direkt in das Erdgeschoss des Haupttreppenhauses. Ein gespendetes Wegweisersystem hilft bei der Orientierung im Gebäude.
Das Treppenhaus ist reich verziert und mit einem Kreuzgewölbe versehen. Auf dem Fußboden wurden dekorative Fliesen verlegt. Durch das breite Treppenhaus erreicht man in jeder Etage den jeweiligen Flur, der zum Ost- und Westflügel führt. Die Fenster auf der Südseite durchfluten die Flure mit Licht, nördlich schließen sich die Klassenräume an.
Im Kellergeschoss des Gebäudes befinden sich neben den Werkräumen der Schulklub, ein Leseraum, die Schulspeisung sowie Schließfächer. Auch der Schülerrat des Gymnasiums hat hier seine Zimmer.

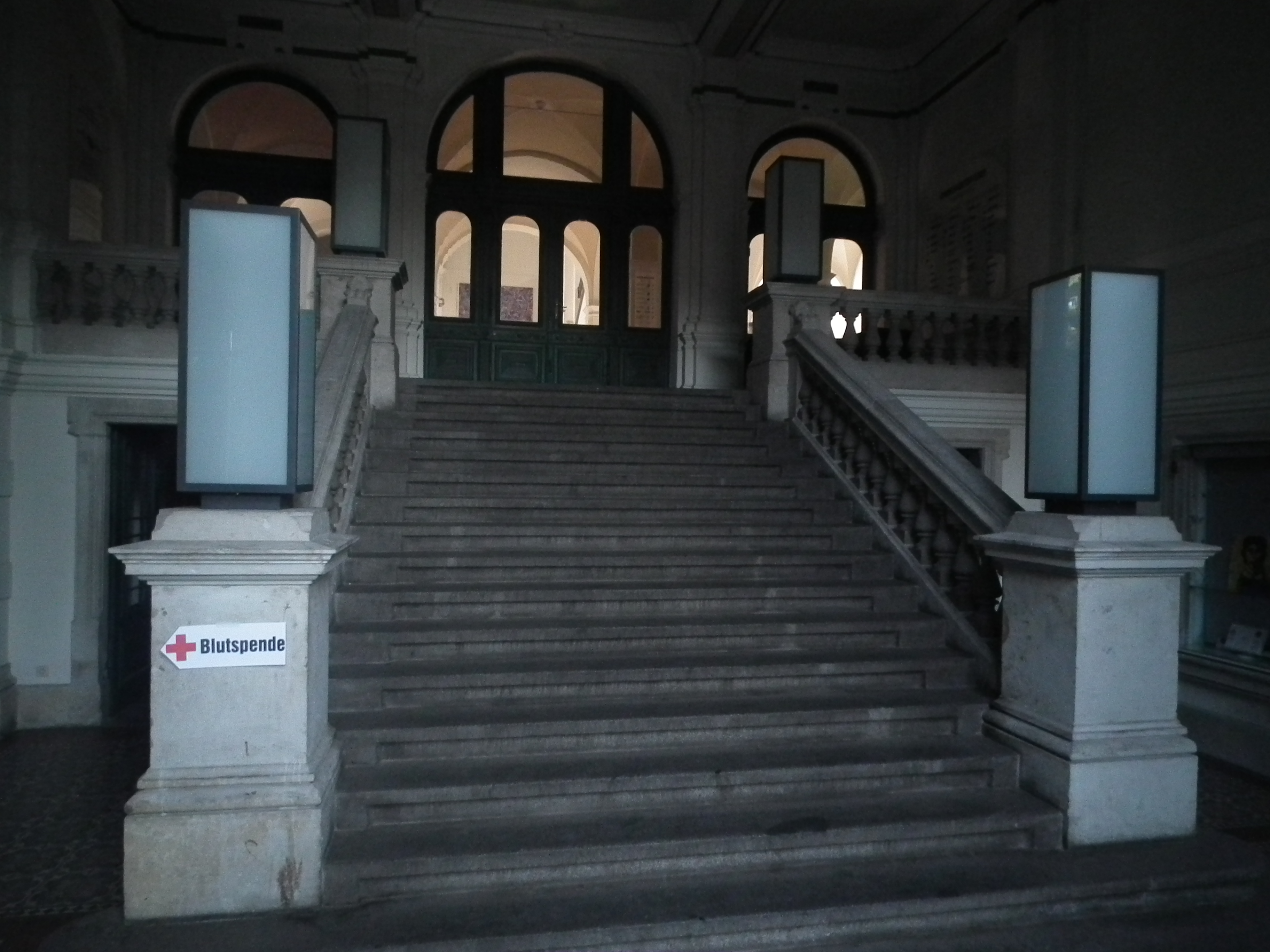
Eingangsbereich
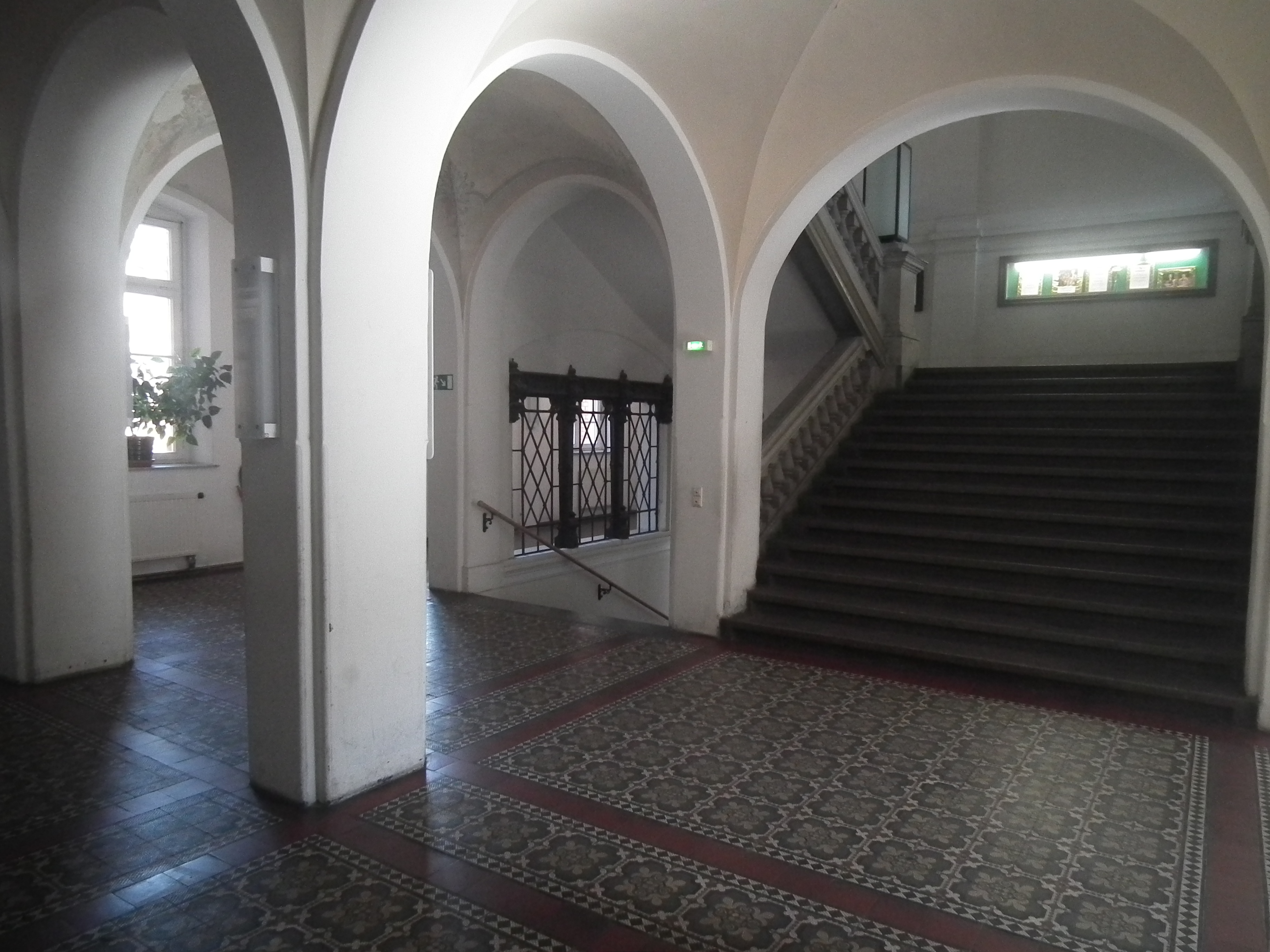
Haupttreppenhaus
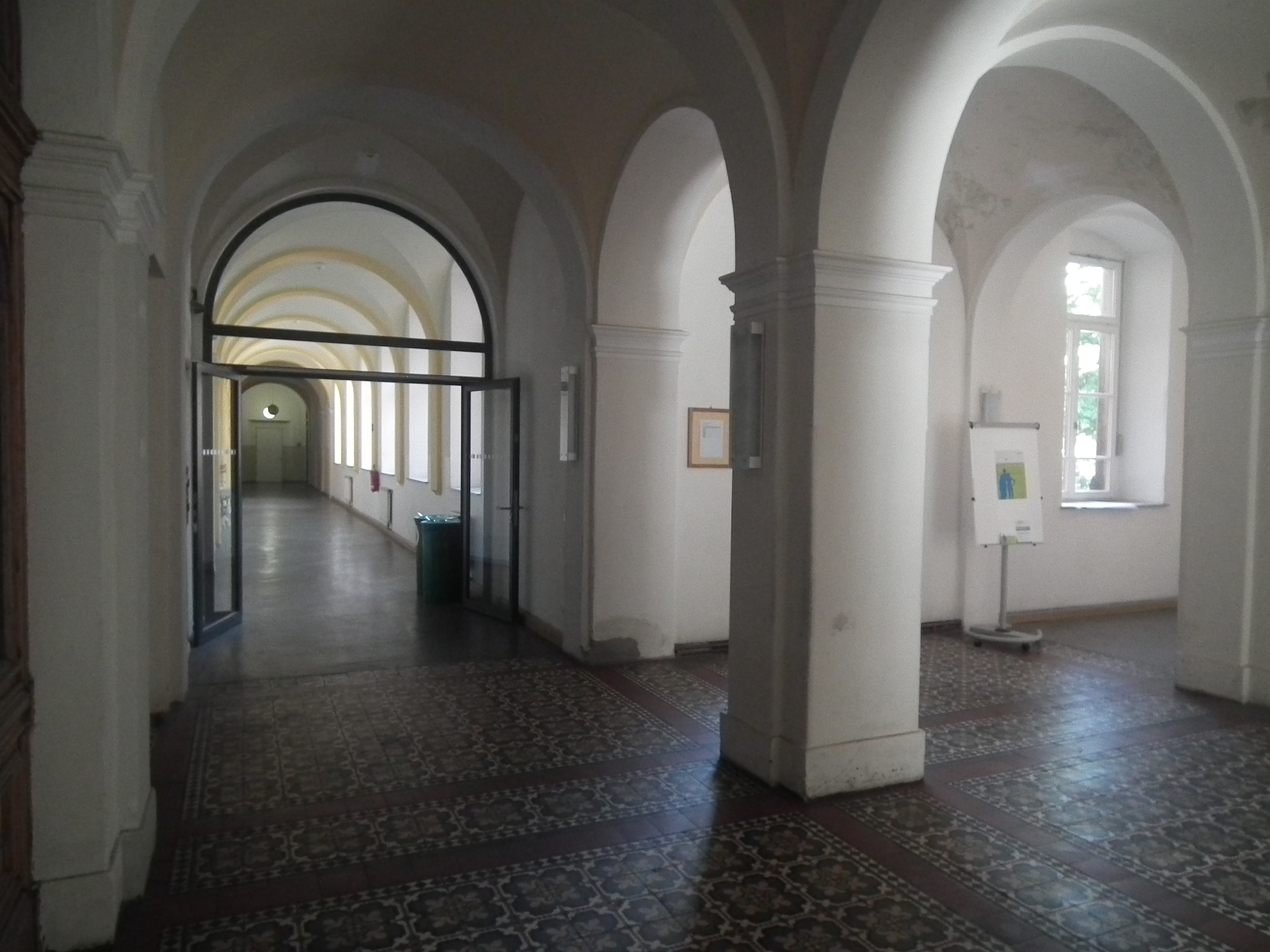
Gang zum Ostflügel
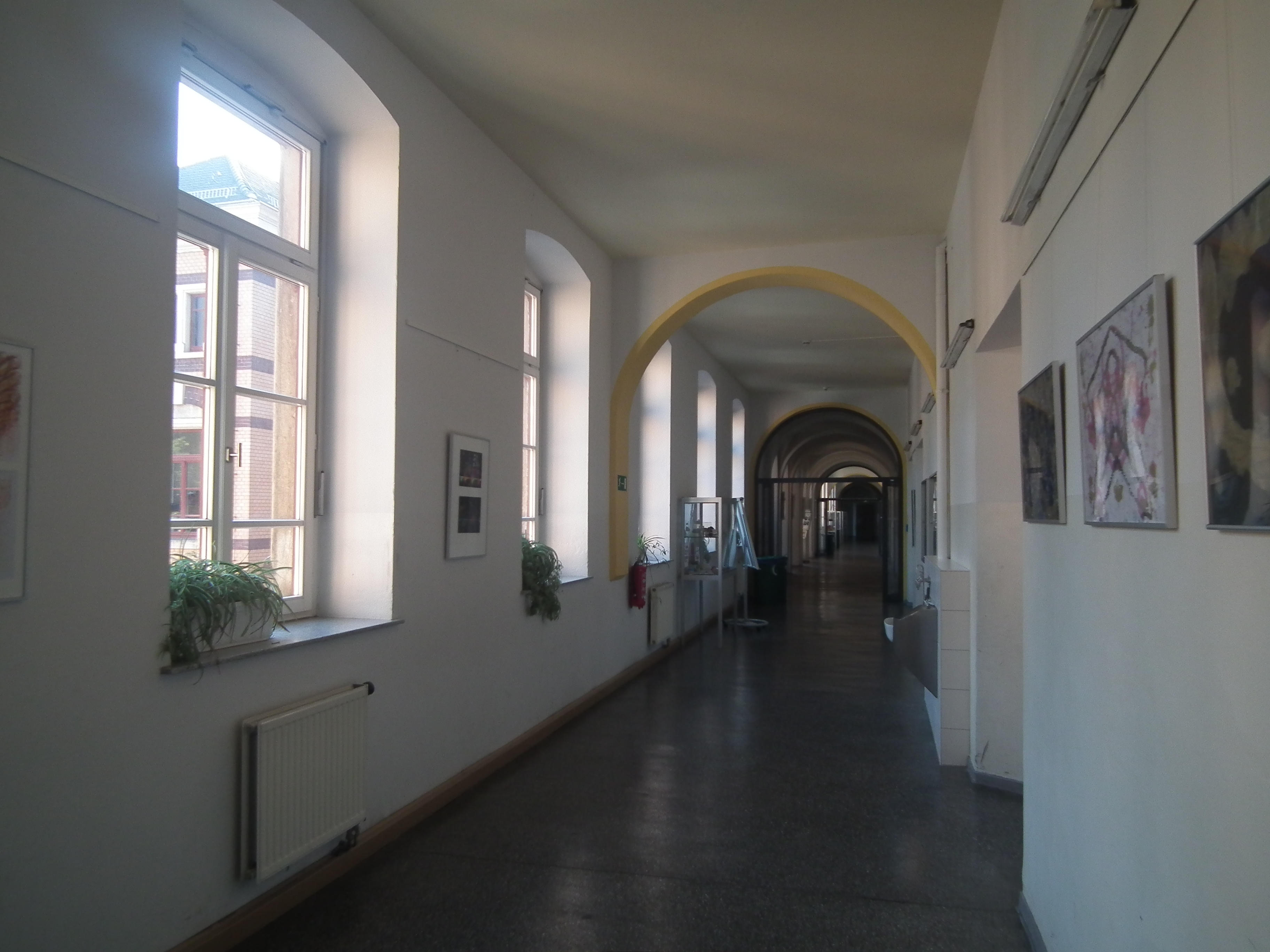
Gang vom Ostflügel Richtung zentralem Treppenhaus
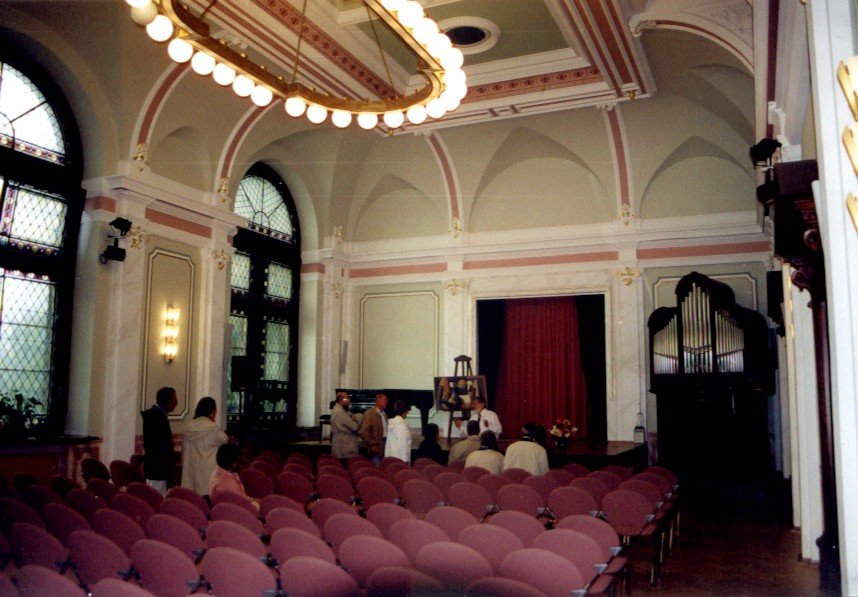
Der damalige Direktor Eberhard Forberg erläutert die renovierte Aula am Tag des offenen Denkmals (8. September 2001).

Im Erdgeschoss gibt es seit 17. Mai 2010 die Schulbibliothek, die heute neben dem Haupteingang untergebracht ist. Dort können 4000 Bücher, Zeitschriften, CDs und DVDs ausgeliehen werden. Sie sind in einem schuleigenen Online-Katalog aufgelistet. Am Ende des Ostflügels befindet sich ein Physik-Fachkabinett mit nach hinten steigenden Sitzreihen.
Im ersten Obergeschoss befinden sich weitere Klassenräume und die Aula. Neben den Bleiglasfenstern ist die Orgel vom Jehmlich Orgelbau Dresden in der historischen Aula besonders sehenswert. Bei voller Bestuhlung können hier ca. 140 Personen den Darbietungen zusehen. Im Ostflügel gibt es die Biologie-Fachkabinette.
Im zweiten Obergeschoss unter dem Dach war ursprünglich mit zwei riesigen Schlafsälen das Internat untergebracht. In den 1960er-Jahren wurden hier neue Räume erbaut. Hier befinden sich heute neben Klassenräumen auch das Schulmuseum und ein Chillroom. In der Lehrerbibliothek stehen moderne Bücherschränke für die alten Bücher sowie historisches Mobiliar. Dazu gehören ein schwerer Eichenholztisch und 14 Holzstühle, die mit einem Polster aus grünem und goldenem Stoff bezogen sind, den symbolischen Schulfarben.

### Sporthallen und Sportplatz
Auf dem Gelände des Gymnasiums befinden sich zwei Sporthallen. Die alte Turnhalle mit einer Spielfläche von ca. 14 × 24 m wurde als alleinstehendes Gebäude südlich des Westflügels erbaut. Ein geschlossener Übergang verbindet sie seit 1906 direkt mit dem Westflügel des Hauptgebäudes. Ein später angelegter Sanitärbereich an der Westseite der Turnhalle wurde in den 2000er-Jahren modernisiert.
Keine 50 m von der alten Turnhalle entfernt steht das 1988 erbaute zweigeschossige Turnhallengebäude mit einer Spielfläche von ca. 16 × 30 m. Es ist ein sogenannter Typenbau (vermutlich SH 16 × 31B), wie er an vielen Schulen der DDR errichtet wurde. Der in Fertigteilbauweise (Stütz-Riegel-Konstruktion) errichtete Komplex hat die Umkleideräume und Sanitäranlagen in der zweiten Etage und eine Dachkonstruktion mit Spannbetonelementen vom Typ VT-Falte.
Mit dem Neubau der Sporthalle wurde auch gleichzeitig der angrenzende Sportplatz erneuert. Der Sportplatz wurde außerdem im Juli 2004 renoviert, wobei er eine rötliche Tartan-Oberfläche erhielt.

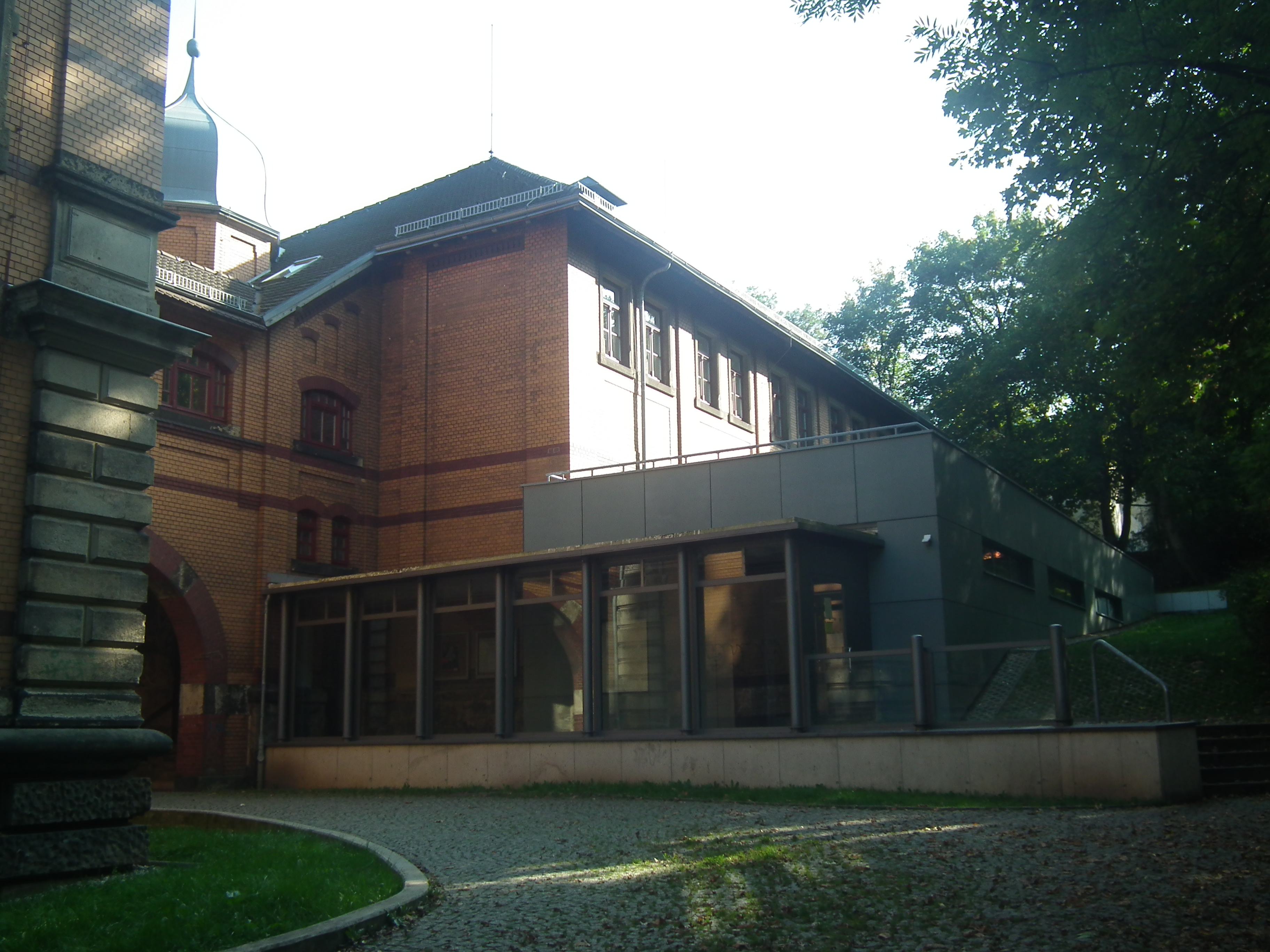
Alte Sporthalle mit modernen Sanitäranlagen
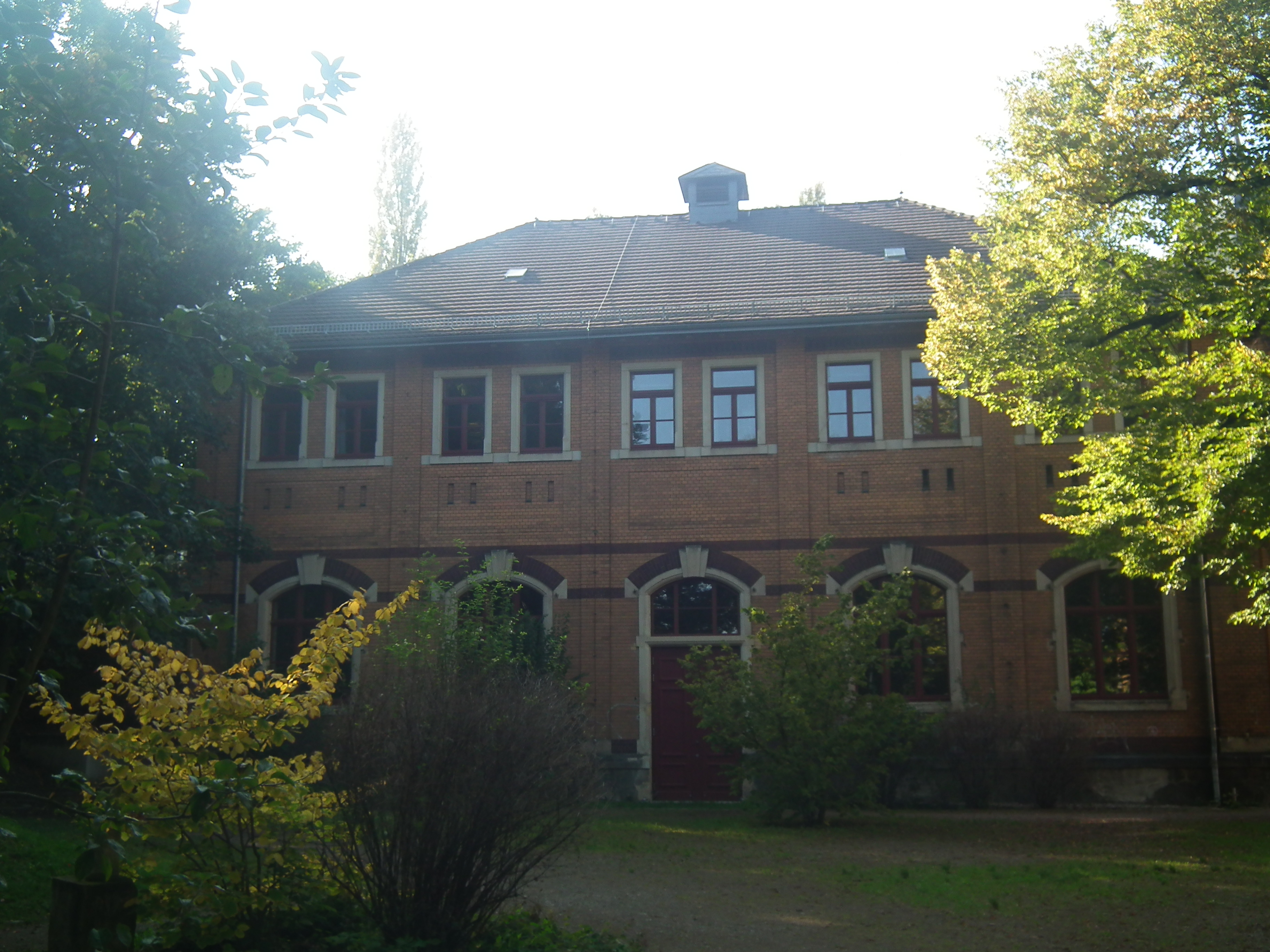
Alte Sporthalle
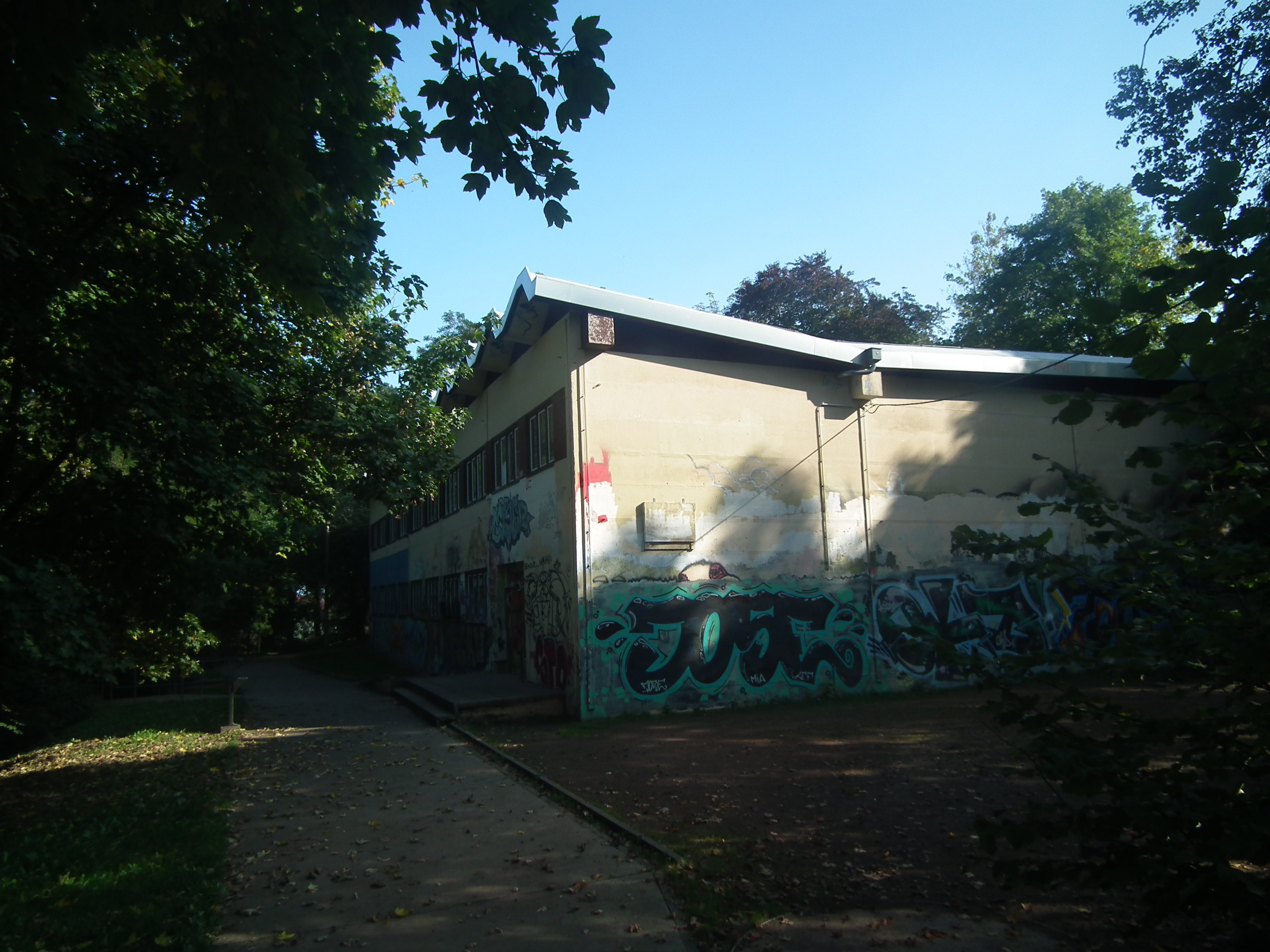
Neue Sporthalle
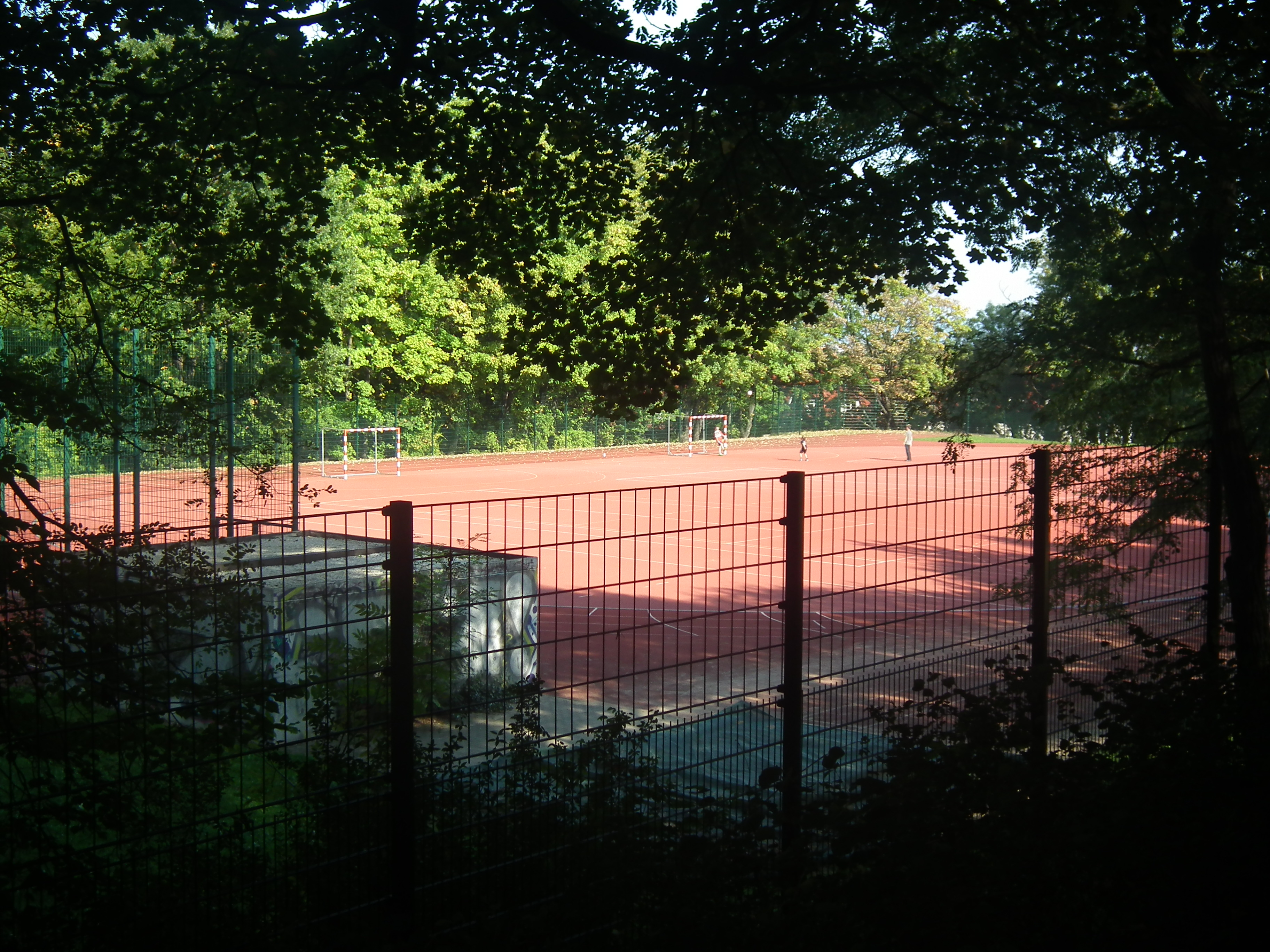
Sportplatz

### Schulsternwarte

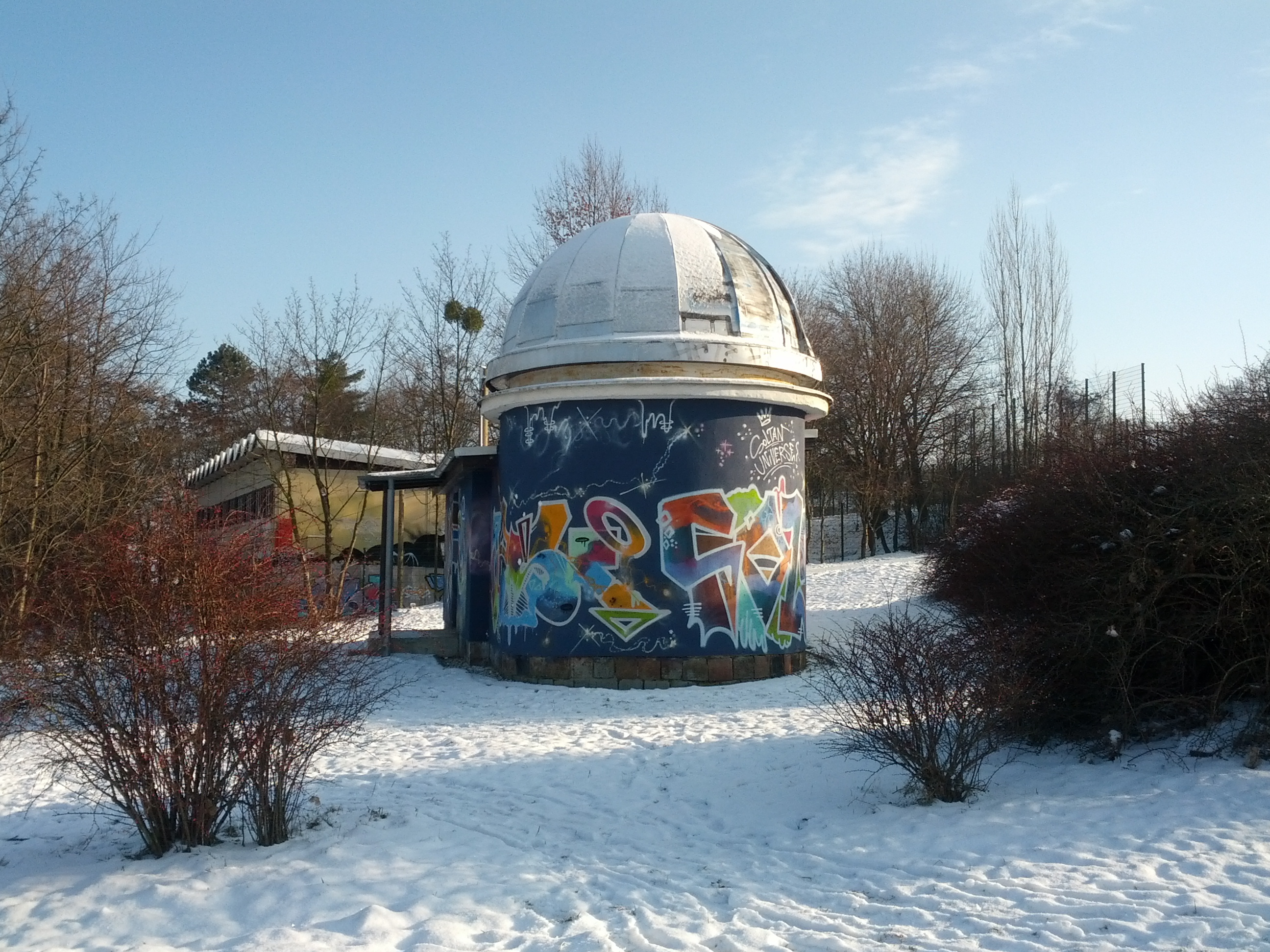
Schulsternwarte und dahinter die neue Turnhalle

Rund 20 Meter außerhalb des Schulgeländes, im westlich gelegenen Bienertpark, wurde 1961 die Schulsternwarte der 39. Polytechnischen Oberschule errichtet. Sie wurde im Zuge der Neustrukturierung des Schulsystems an das Gymnasium Dresden-Plauen angegliedert. Das schlichte rechteckige Gebäude (ca. 7 × 4 m² Grundfläche) hat an der Westseite einen Turm, der die Teleskopkuppel mit einem Durchmesser von 4 m trägt. Die Sternwarte ist ausgestattet mit einem stationären Celestron-Spiegelteleskop sowie einem Cassegrain-Teleskop, mehreren Telementoren und einer Aalener Sonnenuhr (ein astronomisches Messgerät).

### Außenstelle, Haus B
Die fünften und sechsten Klassen waren bis 2011 in der Außenstelle untergebracht. Diese befand sich in einem Gebäudeteil der nahegelegenen 39. Grundschule auf der Schleiermacherstraße. Aufgrund von Sicherheitsmängeln an der Außenstelle wurden danach alle Klassen im Hauptgebäude untergebracht. Das Gebäude wurde 2016 für einen Erweiterungsbau der Grundschule abgerissen.

## Umbau von 2018 bis 2021

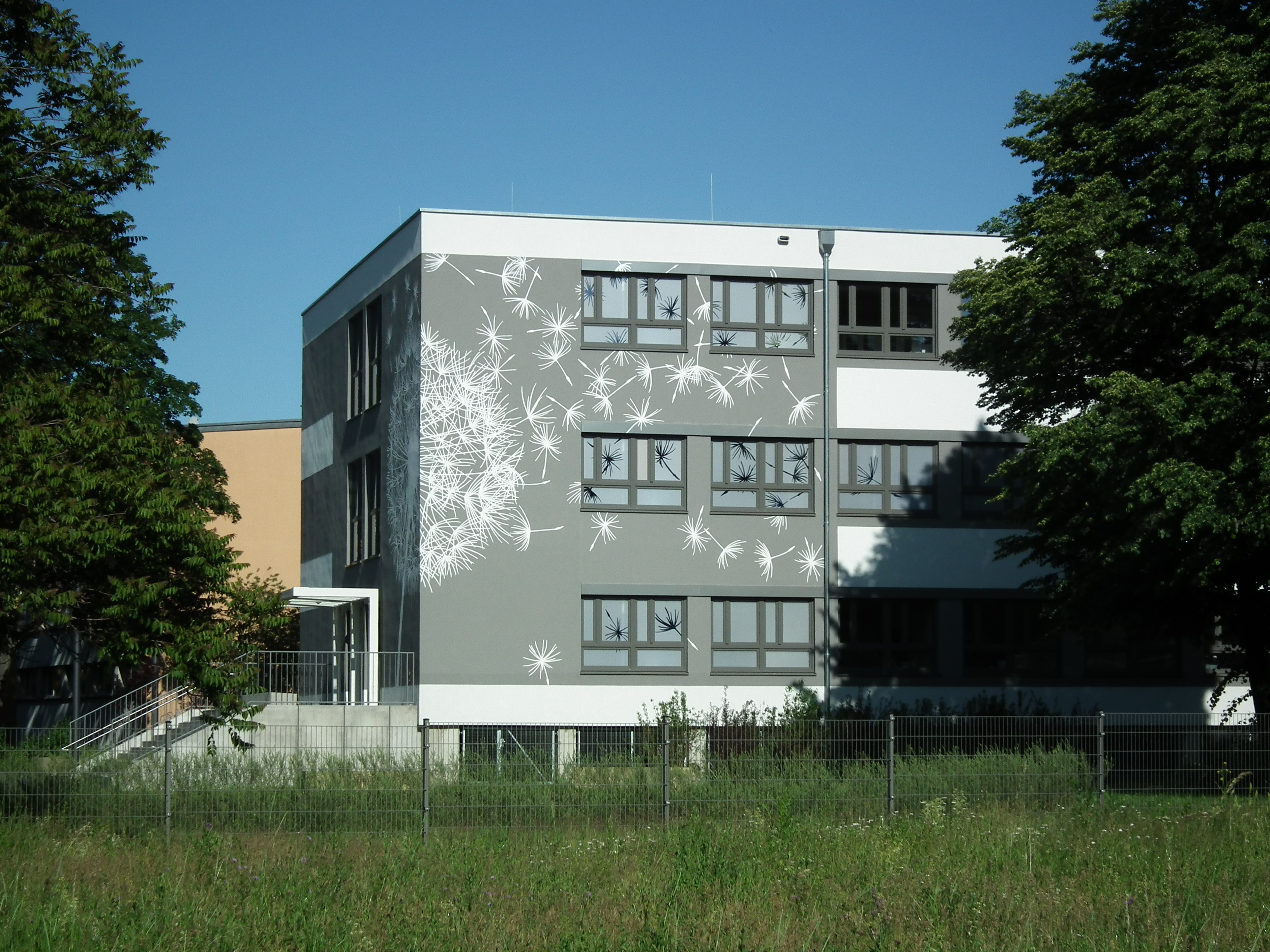
Ausweichstandort am Terrassenufer

Das Schulgebäude in „E“-Bauform wurde saniert und ist durch Ergänzungsbauten zu einer „8“ erweitert worden. Baubeginn war in den Sommerferien 2018 und die Fertigstellung ist mit halbjährigem Verzug im Februar 2021 erfolgt.
Der Schulbetrieb wurde zum Ausweichstandort am Terrassenufer ausgelagert. Dort errichtete die Stadt Dresden am Standort einen Zusatzbau aus Containern, um alle Klassenzüge eines Gymnasiums aufnehmen zu können.

## Geschichte

### Lehrerseminar

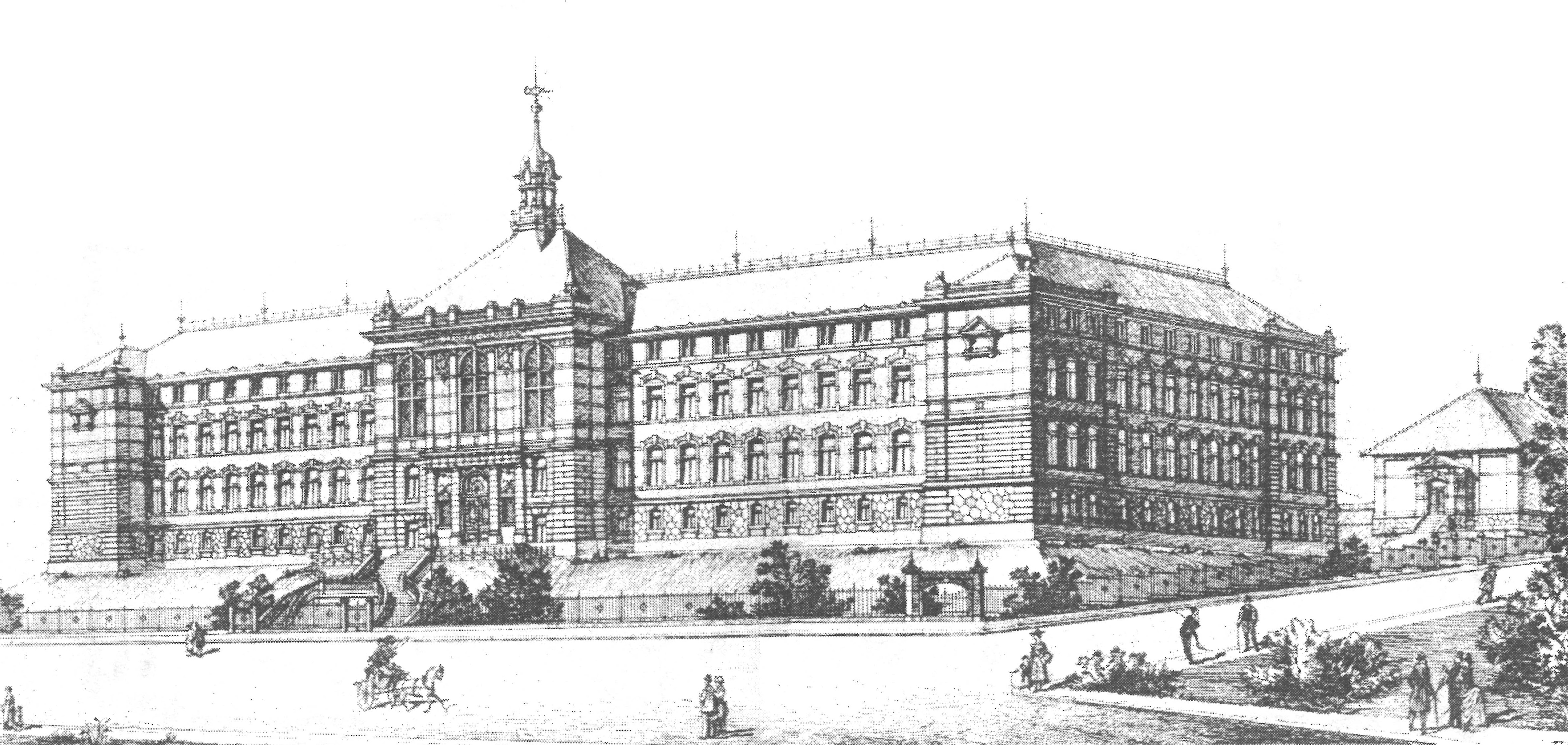
Nordfront des Seminargebäudes und Turnhalle um 1897

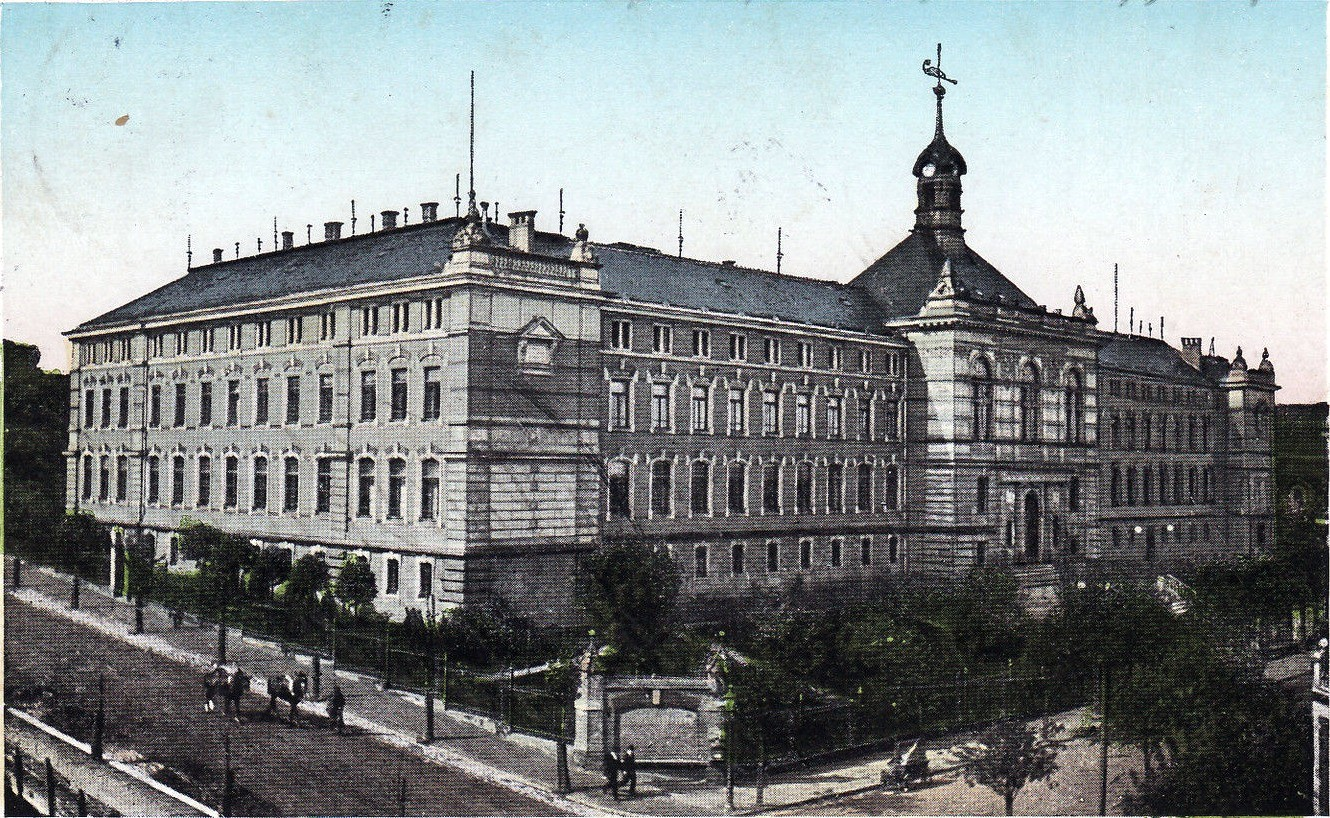
Königlich sächsisches Lehrerseminar (1905)

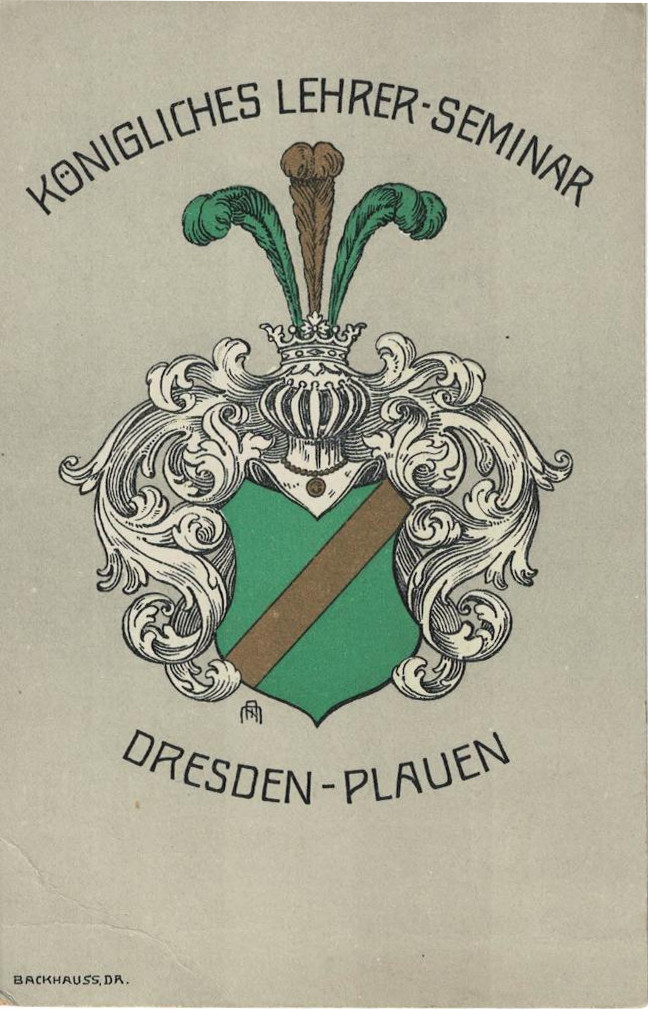
Wappen des Lehrerseminars

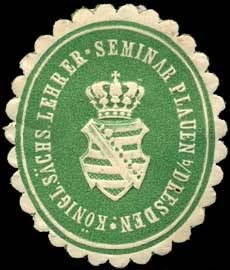
Siegelmarke: Königlich Sächsisches Lehrer – Seminar Plauen bei Dresden

Die über 100-jährige Geschichte der Schule geht auf das königlich sächsische Lehrerseminar zurück. Das Lehrerseminar war eine Ausbildungsstätte für angehende Volksschullehrer. Die angehenden Lehrer wurden als Seminaristen bezeichnet. Sie unterrichteten im Rahmen ihrer Ausbildung die Schüler in der Übungsschule.
Die ständig größer werdenden Schülerzahlen in den Volksschulen in der zweiten Hälfte des 19. Jahrhunderts führten dazu, dass die bestehenden Lehrerseminare an Kapazitätsgrenzen stießen und nicht mehr ausreichend Lehrer ausgebildet werden konnten. Das veranlasste die Regierung im Sächsischen Landtag, weitere Lehrerseminare zu gründen. Über den Weg einer Ausschreibung konnten sich Städte bewerben. Da ein Lehrerseminar viele positive Effekte mit sich brachte, wurde um jeden neuen Standort heiß gerungen. Die Städte versprachen sich neue Arbeitsplätze und einen Aufschwung für das gesellschaftliche und wissenschaftliche Leben. So entstanden in der Zeit ab 1869 bis 1896 im sächsischen Raum allein acht neue Lehrerseminare. Für fast alle neuen Bauten wurde im jeweiligen Ort eine neue Straße angelegt, die den Namen „Seminarstraße“ trug. Insbesondere die Gebäude der Lehrerseminare in Rochlitz von 1895 (heute Johann-Mathesius-Gymnasium) und in Plauen im Vogtland von 1899 (heute Polizeidirektion) ähneln sehr stark in Aufbau, Grundriss und Fassade dem Gebäude in Dresden-Plauen.
Das Lehrerseminar in Plauen bei Dresden wurde als Tochteranstalt des Friedrichstädter Seminars gegründet. Das neue Gebäude wurde von 1894 bis 1895 an der Seminarstraße in Plauen errichtet.
Am 18. April 1896 wurde die Ausbildungsstätte für Lehrer mit Internat feierlich eröffnet. Es war das erste Lehrerseminar in einem sächsischen Dorf, dem damaligen Dorf Plauen bei Dresden. Anwesend waren Staatsminister Paul von Seydewitz, Schulrat Pohle vom Friedrichstädter Seminar, Seminardirektor Grüllich vom Fletcherschen Seminar, Oberregierungsrat Steglich vom Kultusministerium und Pfarrer Liebe von der Auferstehungskirche.

„Das Grundstück umfasst 18 000 m² Fläche. Das Gebäude selbst bedeckt bei 95 m Hauptfrontlänge eine Fläche von 2500 m². Die Gemeinde Plauen übernahm die Kosten des Platzes zur Hälfte aus eigenen Mitteln (44000 Mark). Die Baukosten betrugen 753000 Mark. Das Dachgeschoss enthielt große Schlafsäle mit 175 Betten. Der Unterricht wurde eröffnet mit 16 Lehrern und 178 Schülern. 1906 wurde das Turnhallengebäude um einen Stock erhöht und der überdeckte Gang zum Hauptgebäude hinüber gewölbt. Zum Seminar gehört eine Übungsschule, die anfangs 4 klassig, später 6 klassig war und zuletzt 135 SchülerInnen unterrichtete.“

In der Aula wurde eine Jehmlich-Orgel eingebaut, auf der die Seminaristen Orgelunterricht erhielten, um später vor allem in kleineren Orten den Sonntagsgottesdienst musikalisch begleiten zu können.

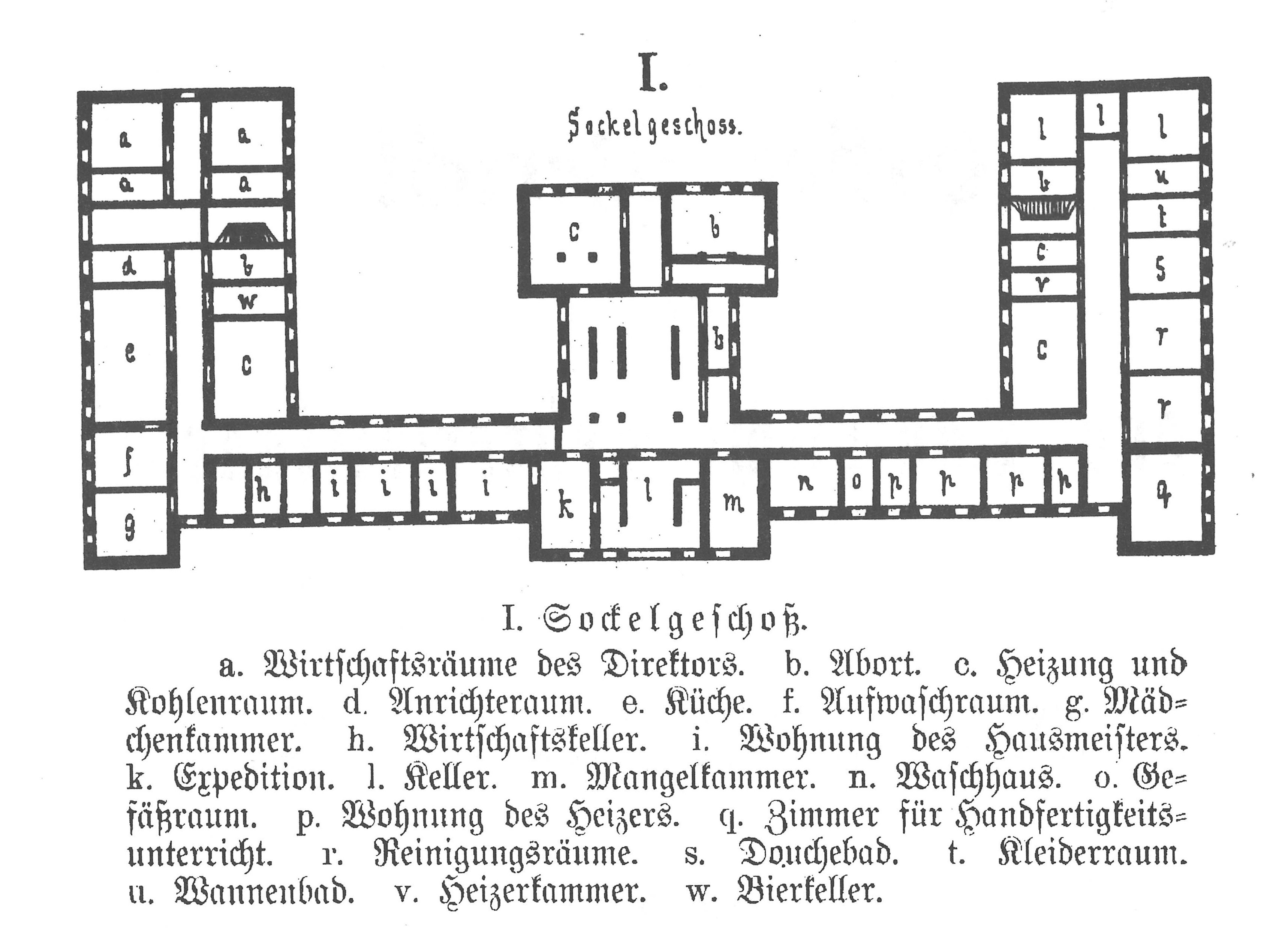
Grundriss des Sockelgeschosses um 1897 (u. a. Küche, Bierkeller)
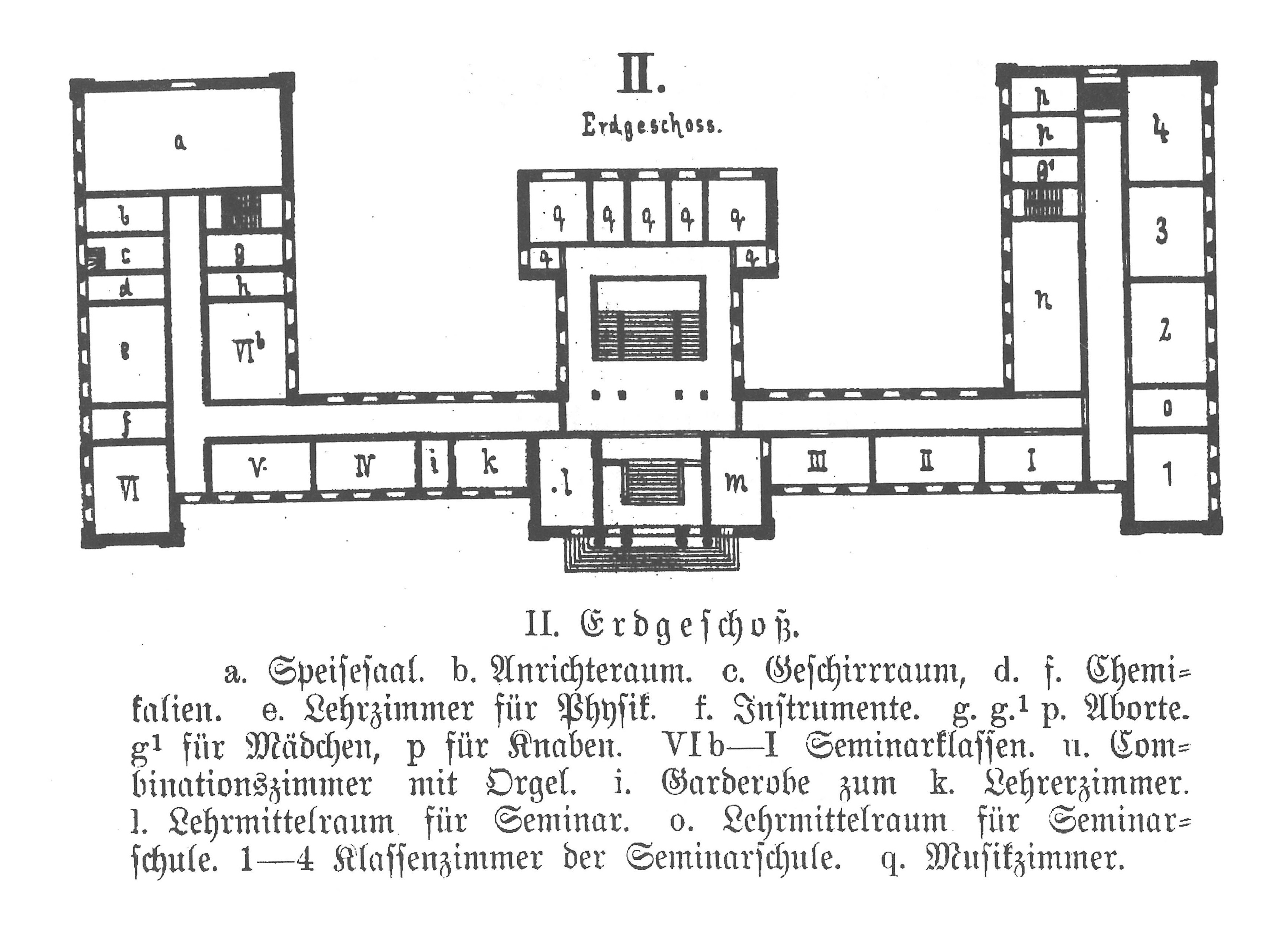
Grundriss des Erdgeschosses um 1897 (u. a. Speisesaal, Musikzimmer, Lehrzimmer für Physik, Seminarklassen mit Orgel)
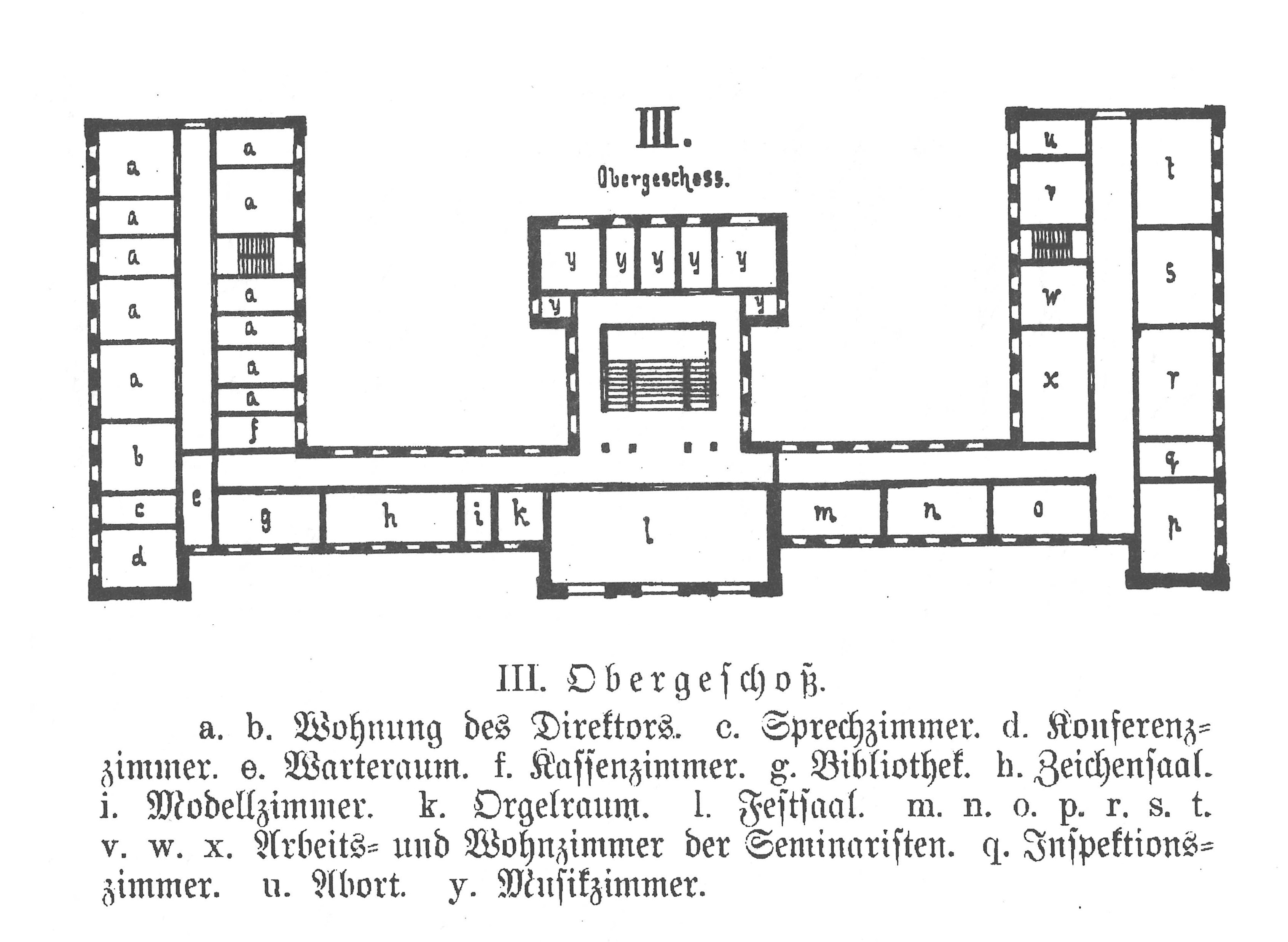
Grundriss des Obergeschosses um 1897 (u. a. Wohnung des Direktors, Kassenzimmer, Bibliothek, Zeichensaal, Arbeits- und Wohnzimmer der Seminaristen)
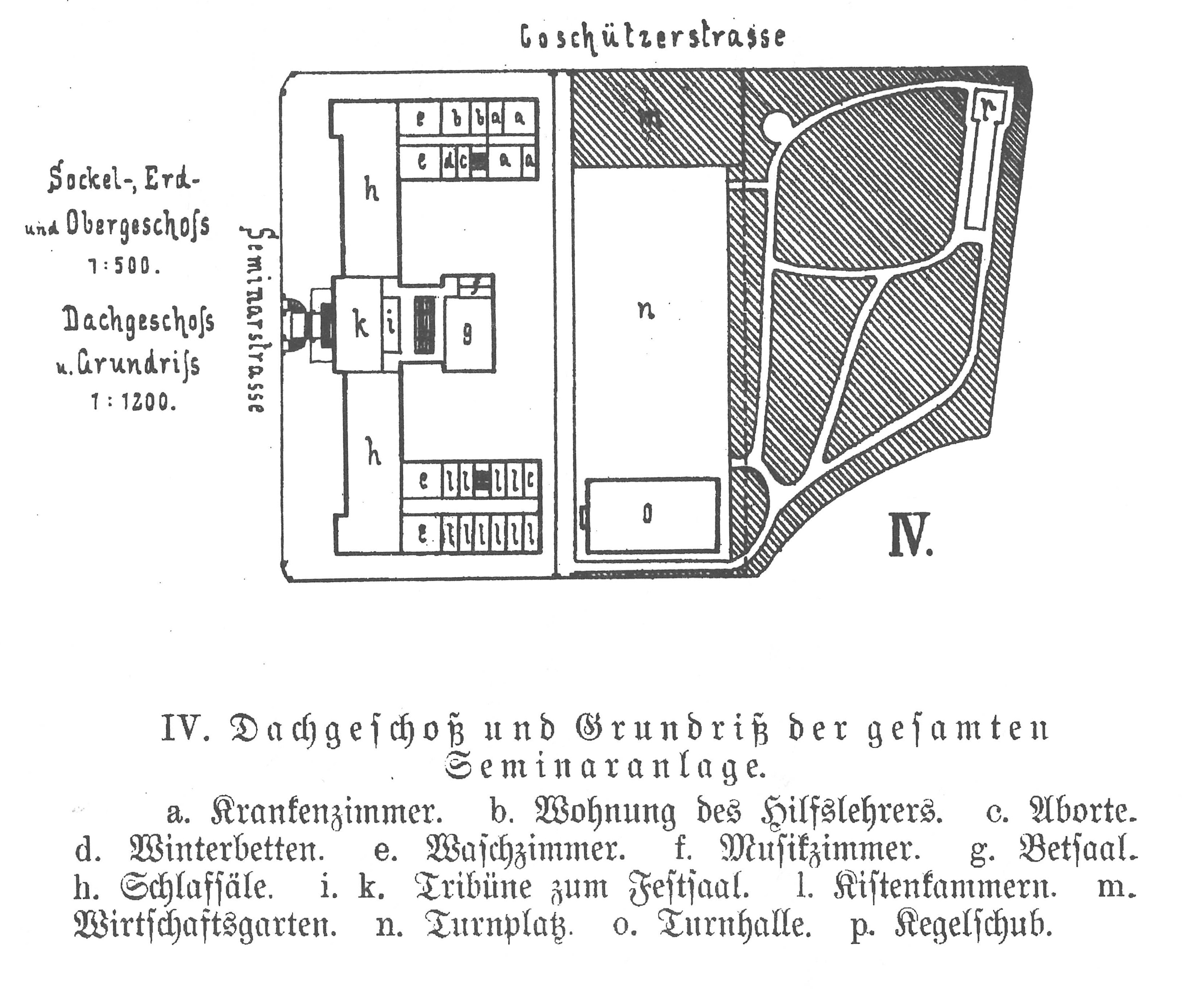
Grundriss des Dachgeschosses und Grundriss der gesamten Seminaranlage um 1897 (u. a. Krankenzimmer, Schlafsäle, Betsaal und Kegelschub)

Am 1. Januar 1903 wurde Plauen nach Dresden eingemeindet. Da es schon in Dresden-Friedrichstadt seit 1840 die Seminarstraße gab, wurde die Seminarstraße in Plauen 1904 in Kantstraße umbenannt.

### Deutsche Oberschule

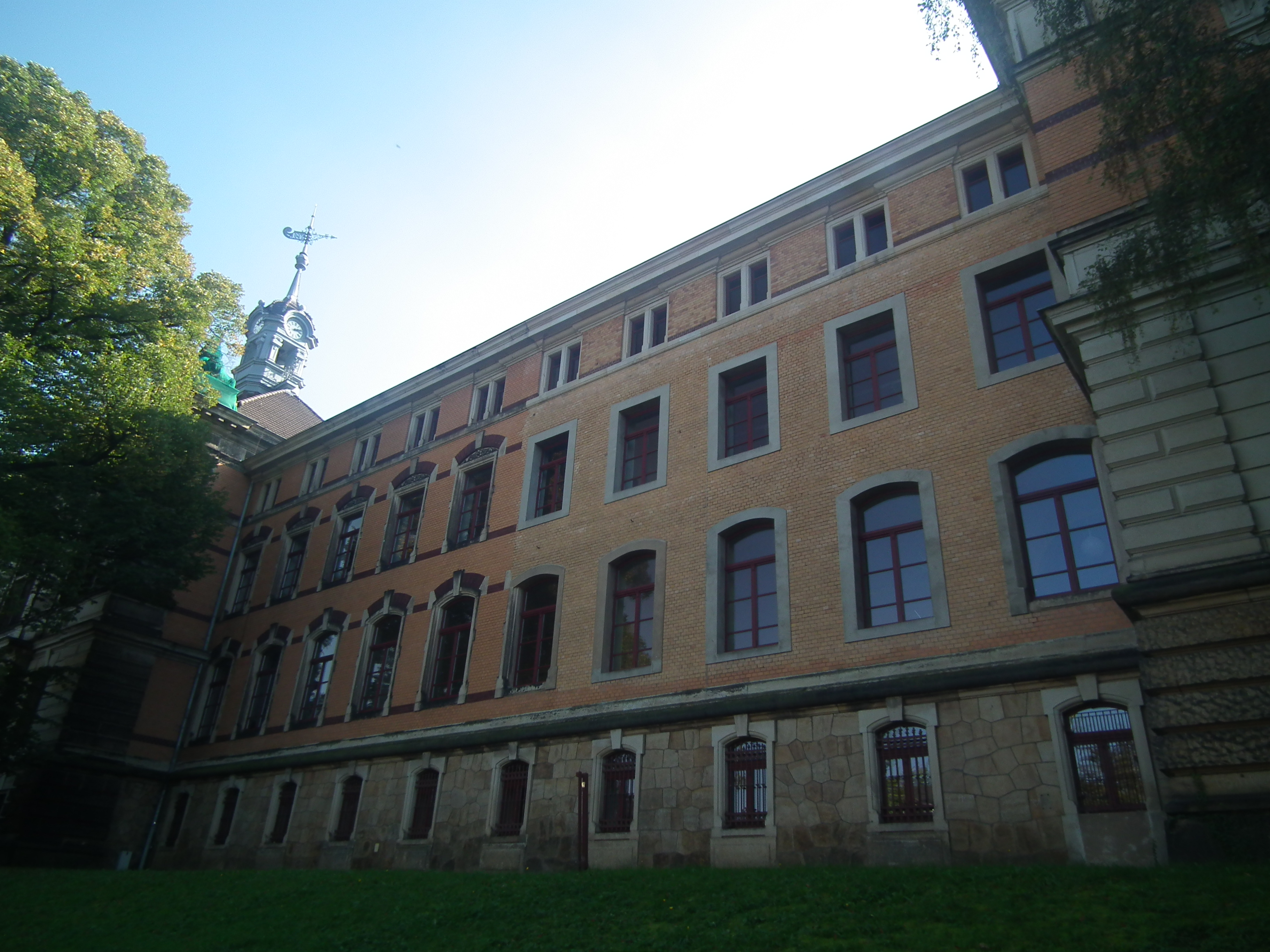
Der beseitigte Bombenschaden am Westflügel ist an der abweichenden Architektur und an der abgesetzten Fassade erkennbar.

Im Jahr 1922 wurde das Lehrerseminar in ein Gymnasium umgewandelt. Die Schule hieß von nun an „Deutsche Oberschule Dresden-Plauen“ und wurde auch als 22. Volksschule geführt. Spätestens 1931 wechselte der Name zu „Staatliche Oberschule für Jungen Dresden-Plauen“.
Die letzten Seminaristen wurden Ostern 1928 entlassen. Das Internat wurde Ostern 1937 aufgelöst. Im Jahr 1940 lehrten 53 Lehrer die 858 Schüler an der Schule. Als Zeitzeuge stellte Professor Steffen R. Doerstling im Jahre 2011 dar, dass davon ca. 30 Prozent Mädchen waren und die Schüler Schülermützen in den Schulfarben Grün und Gold trugen. Die Eltern der Schüler mussten sich mit 20 Reichsmark pro Monat an der Ausbildung finanziell beteiligen. Der Unterricht lief von Montag bis Sonnabend. Bei besonderen Anlässen spielte die schuleigene Musikkapelle auf. Ab 1943 wurden alle Feierlichkeiten (Tänze, Treppenfeste) auf ein Minimum beschränkt. Die Liste der gefallenen ehemaligen Schüler wurde zunehmend länger. Einige Schüler wurden zu Flakhelfern ausgebildet, andere mussten nachts Brandwache im Schulgebäude halten. Zahlreiche Schüler legten ein Notabitur ab.
Den Zweiten Weltkrieg überstand das Gebäude, aber eine Luftmine zerstörte im Februar 1945 Teile des Westflügels. Die ausgebesserten Stellen der Fassade sind von der Kantstraße aus noch zu erkennen. Die Aula hatte man als Lager für Wertsachen genutzt, welche nach dem Luftangriff aus zerstörten Häusern geborgen bzw. bei Bombenopfern gefunden worden waren. Dieses Lager bestand bis zum Mai 1945, wurde dann jedoch von der Roten Armee geplündert und wenig später aufgelöst. In den letzten Kriegswochen wurde die Schule ganz geschlossen. Von 1. Juli 1945 bis Februar 1947 war der Dresdner Kreuzchor im Keller des Gebäudes mit untergebracht, da nach den Luftangriffen auf Dresden die Kreuzschule nicht mehr existierte und die Kreuzkirche unbenutzbar war. Das Internat der Kreuzschule wurde im Obergeschoss untergebracht. Der Wiederaufbau des rechten Flügels erfolgte im zweiten Halbjahr 1946.

### Oberschule Dresden-Süd
Im Jahr 1947 wurde die Schule in „Oberschule Dresden-Süd“ umbenannt. Zwei Jahre später wurden erstmals wieder 9. Klassen aufgenommen. Wegen Kohlemangel konnte die Aula nach dem Krieg jahrelang nicht beheizt werden, weshalb die Orgel wegen des schlechten Raumklimas in Gefahr geriet und sie von Jehmlich Orgelbau Dresden fachgerecht unter exakter Dokumentation abgebaut wurde. Erst im November 2000 herum konnte durch Schenkung des Vorbesitzers wieder eine Jehmlich-Orgel in der Aula aufgestellt werden.

### Erweiterte Oberschule

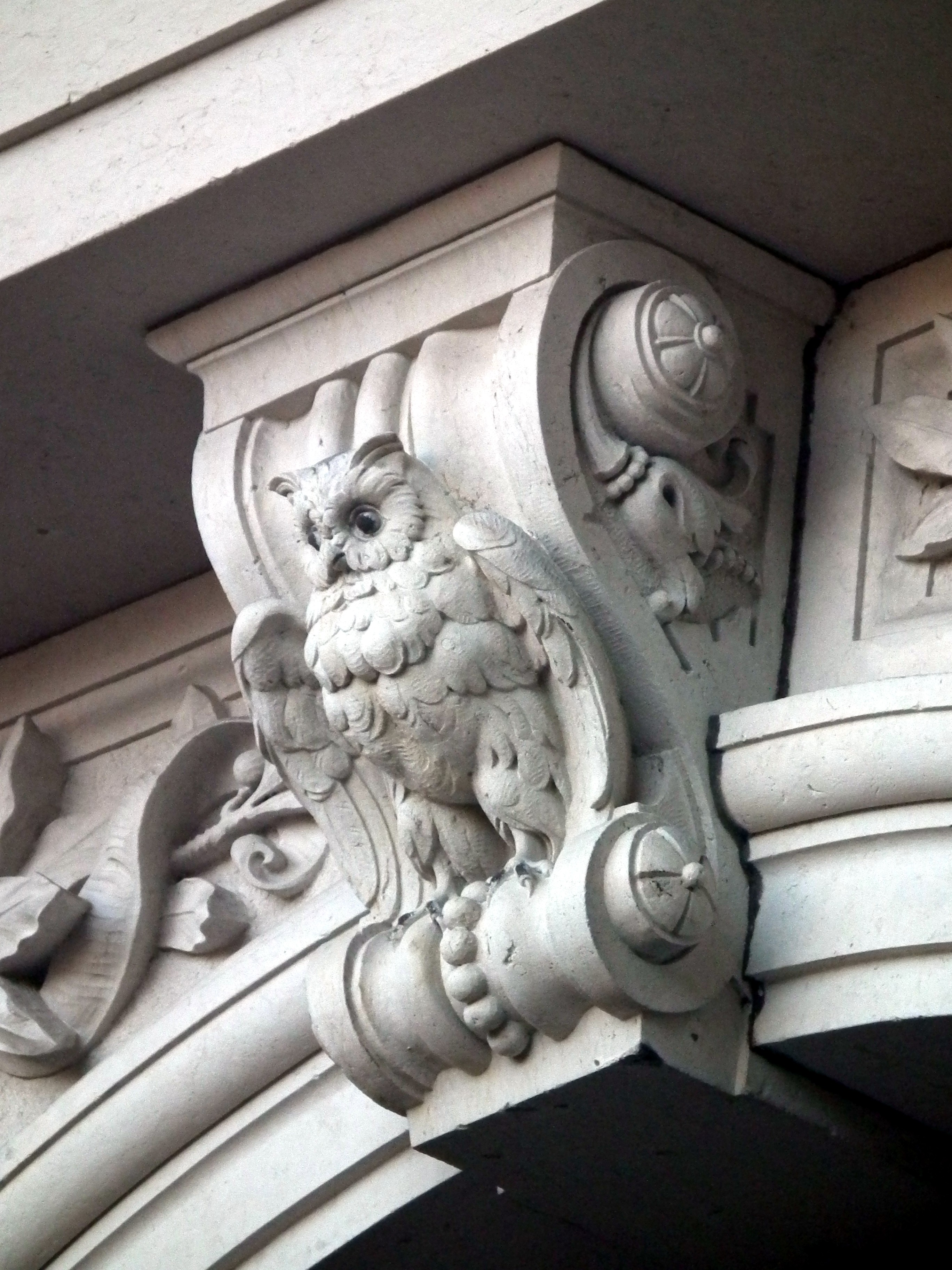
Schlussstein am Haupteingang mit der Eule der Minerva, Sinnbild der Athene, Göttin der Weisheit

Die Erweiterte Oberschule (EOS) löste mit dem Gesetz über die sozialistische Entwicklung des Schulwesens in der Deutschen Demokratischen Republik vom 2. Dezember 1959 die bisherige Oberschule ab. Somit wurde auch um 1960/61 herum die Schule in „Erweiterte Oberschule Dresden-Süd“ umbenannt. Zwischen August 1976 und Juli 1977 wurde der Namenszusatz „Friedrich Engels“ eingeführt.
Im Rahmen des Nationalen Aufbauwerks (freiwillige unentgeltliche Arbeit in den ersten Jahren der DDR) entstand gleich neben der Schule im Bienertpark eine Schulsternwarte. Entworfen hatte sie der Nestor der Schulastronomie, Herrmann Risse. Von 1960 bis 1961 erbauten Lehrer, Eltern und Schüler die Sternwarte als Gemeinschaftsleistung. Dazu wurden 8000 Ziegelsteine aus den Ruinen der Stadt geborgen, gereinigt und verladen. Der erste Spatenstich erfolgte am 26. April 1960; die Einweihung fand am 16. Dezember 1961 statt.
Im Obergeschoss des Schulgebäudes war von 1964 bis 1991 die Kommunale Berufsschule III (heute Berufsschule für Agrarwirtschaft und Ernährung) untergebracht. Lehrlinge der Fachbereiche Milch und Getränke (Brauer, Mälzer u. a.) und ab den 1980er-Jahren auch noch die Fleischer- und Bäcker-Lehrlinge lernten und wohnten hier. Durch eine Mauer im Treppenhaus versuchte man anfangs die Schulen räumlich zu trennen. Leichtbetonwände unterteilten die 60 bis 80 m² großen Räume, die den Seminaristen als Schlaf- und Wohnräume gedient hatten, in etwa 20 m² große Räume. Weiterhin entstand eine neue Trafostation. Im Hof wurde das verstopfte Grundleitungsnetz erneuert, beide Innenhöfe wurden mit Hilfe des Autobahnbaukombinates betoniert. Dann wurden der Schwingboden der alten Turnhalle erneuert und ein neuer Sanitärbereich an die Halle angebaut. Hierfür musste zuerst der anstehende Felsen gesprengt werden. Anschließend wurde der Sportplatz erneut drainiert und neu belegt. Da die Kapazitäten für den Sportunterricht beider Schulen schließlich nicht mehr ausreichten, wurde 1988 auch noch die neue Turnhalle im Schulpark errichtet.
Zu DDR-Zeiten bekamen die Schüler der Polytechnischen Oberschule eine Delegierung für die Abiturstufe. Diese konnte z. B. bei einem gestellten Ausreiseantrag auch wieder entzogen werden. Die Dokumentation „Stasi auf dem Schulhof“ (WDR/MDR) aus dem Jahr 2012 von Annette Baumeister erzählt die Geschichte von Schülern, die die Staatssicherheit kontaktiert, unter Druck gesetzt und schließlich zu einer Mitarbeit gezwungen hatte. Ein Fall in der Dokumentation ereignete sich an der damaligen EOS „Friedrich Engels“.
Von 1968 bis 1973 nahmen Schüler der EOS Dresden-Süd mehrfach erfolgreich an der Internationalen Mathematik-Olympiade teil.
Mitte der 1980er-Jahre wurden in der DDR die Erweiterten Oberschulen auf die 11. und 12. Klasse reduziert.

### Gymnasium Dresden-Plauen
Nach der Wiedervereinigung stimmte der Oberbürgermeister Herbert Wagner in einem Schreiben vom 30. Januar 1991 dem Aufbau des Gymnasiums Dresden-Plauen zu. Durch den Auszug der Berufsschulklassen konnten ab 1992 im obersten Stockwerk weitere Räumlichkeiten als Klassenzimmer genutzt werden. Im Jahr 1992 wurde die Schule offiziell umbenannt in „Gymnasium Dresden-Plauen“. Ab 1992 wurden die Klassen im Kurssystem unterrichtet. Außerdem werden seit dem Schuljahr 1992/1993 erstmals wieder die Klassenstufen 5 bis 12 im Gymnasium unterrichtet.
In den 1990er-Jahren wurde die Schule teilweise renoviert. So erstrahlt die Aula wieder in altem Glanz und hat sogar wieder eine originale Jehmlich-Orgel erhalten, wie schon von 1896 bis 1955. Auch der Haupteingang mit seinen zahlreichen Verzierungen wurde erneuert. Alle Fenster wurden modernisiert und der gesamte Ostflügel saniert. Außerdem wurde der gesamte Schulhof umgestaltet. Er besteht nun aus mehreren Grünflächen und ist mit Tischtennisplatten, einem Steinbrunnen sowie zahlreichen Sitzgelegenheiten ausgestattet. Um das Jahr 2000 herum wurde das alte Heizhaus im Schulhof komplett abgerissen.
Im Juli 2004 wurden weitere Arbeiten am Außengelände fertiggestellt. Dabei wurden in neun Monaten zuvor das Geländeprofil neu modelliert, Pflanzungen durchgeführt, neue Wege geschaffen und der Sportplatz mit Tartanbelag versehen. In der Reihe „Vertretungsstunde“ für die kostenlose Jugendzeitschrift Spiesser aus Dresden gaben die Sportfreunde Stiller im Juni 2006 eine Sportstunde mit 17 Gymnasiasten auf dem neuen Sportplatz.
Schon bei der Eröffnung des Lehrerseminars 1896 gab es eine Bibliothek, die aber später aufgelöst wurde. Ab November 2008 wurde daran gearbeitet, eine eigene Schulbibliothek neu aufzubauen. Am 17. Mai 2010 konnte diese Einrichtung eröffnet werden. Im Januar 2013 kam es zu einem Wasserschaden in der Schulbibliothek, der bis April nur eingeschränkten Betrieb ermöglichte.
Am 28. Februar 2011 musste die Außenstelle in der Schleiermacherstraße gesperrt werden. Die Unfallkasse Sachsen hat die Sperrung ausgelöst, da der Verlauf des einzigen Rettungsweges durch ein nicht rauchgeschütztes Treppenhaus führt. Die 129 Schüler der 5. Klasse mussten deshalb umgehend in das Hauptgebäude auf der Kantstraße umziehen.
Ebenfalls 2011 wurde der 60. Jahrestag der Einweihung der Schulsternwarte mit einer Festwoche begangen.

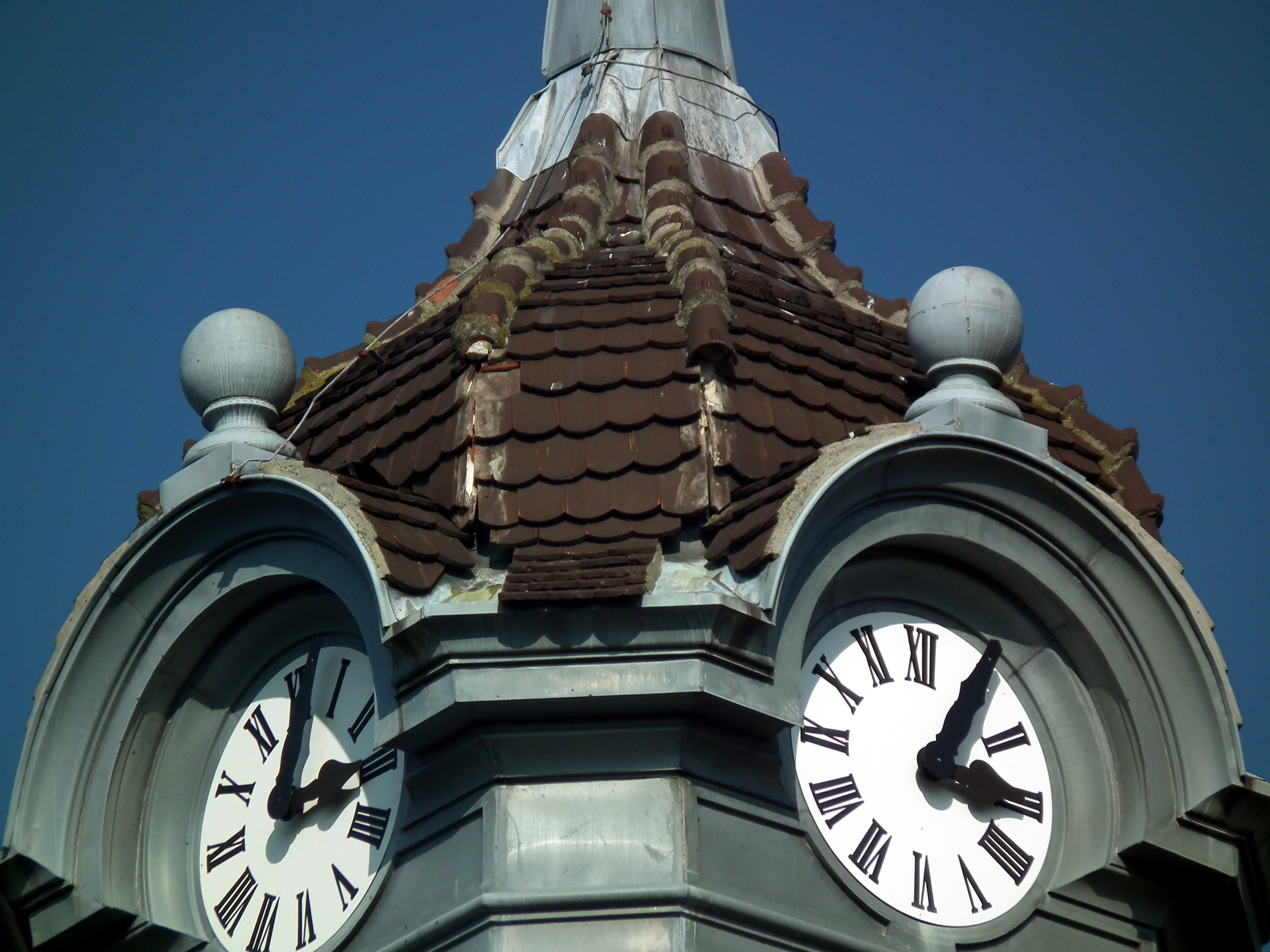
Sichtbare Schäden am Dach des Uhrenturms

Zahlreiche Schüler hielten bei einer Aktion des Schülerrates am 10. April 2014 mit einer Menschenkette rund um ihre Schule symbolisch für 20 Minuten ihre Schule zusammen. Die Aktion soll auf den jahrelangen Sanierungsrückstau bei dem historischen Gebäude aufmerksam machen.

## Schulleben

### Schulprofil
Heute werden ab der 8. Klasse am Gymnasium das naturwissenschaftliche, gesellschaftswissenschaftliche und sprachliche Profil (französisch, seit 2015/16 auch spanisch) angeboten. Sprachunterricht erfolgt in Englisch und wahlweise ab der 6. Klasse in Französisch, Russisch oder Latein.

### Lehrer- und Schülerzahl
| Schuljahr | Lehrer | Schüler  | Anmerkung                                           |
| --------- | ------ | -------- | --------------------------------------------------- |
| 1896      | 19     | 178      | [ 5 ]                                               |
| 1921      |        | 132      | [ 5 ]                                               |
| 1926      |        | 485      | [ 34 ]                                              |
| 1936      |        | 752      | [ 34 ]                                              |
| 1940      | 53     | 858      | [ 5 ]                                               |
| 1946      |        | 122      | [ 34 ]                                              |
| 1958      |        | 380      | [ 34 ]                                              |
| 1973      |        | 598      | [ 34 ]                                              |
| 1980      |        | 571      | [ 34 ]                                              |
| 1986      |        | 319      | [ 34 ]                                              |
| 1992/93   | 74     | 1146     | 46 Klassen, 789 neue Schüler (5.–9. und 11. Klasse) |
| 1995      |        | 1133     | [ 34 ]                                              |
| 2001/02   | 85     | ca. 1200 | [ 52 ]                                              |
| 2006/07   |        | 909      |                                                     |
| 2007/08   |        | 880      | [ 53 ]                                              |
| 2010/11   | 76     | 819      | [ 54 ]                                              |
| 2011/12   | 72     | 864      | [ 54 ]                                              |
| 2012/13   | 72     | 884      | [ 55 ] [ 56 ]                                       |
| 2013/14   | 69     | 814      | [ 32 ] [ 54 ]                                       |
| 2014/15   | 66     | 872      | (5.–12. Klasse)                                     |
| 2015/16   | 73     | 849      | [ 57 ] [ 2 ]                                        |
| 2016/17   | 75     | 815      | [ 57 ] [ 2 ]                                        |

### Schulleiter

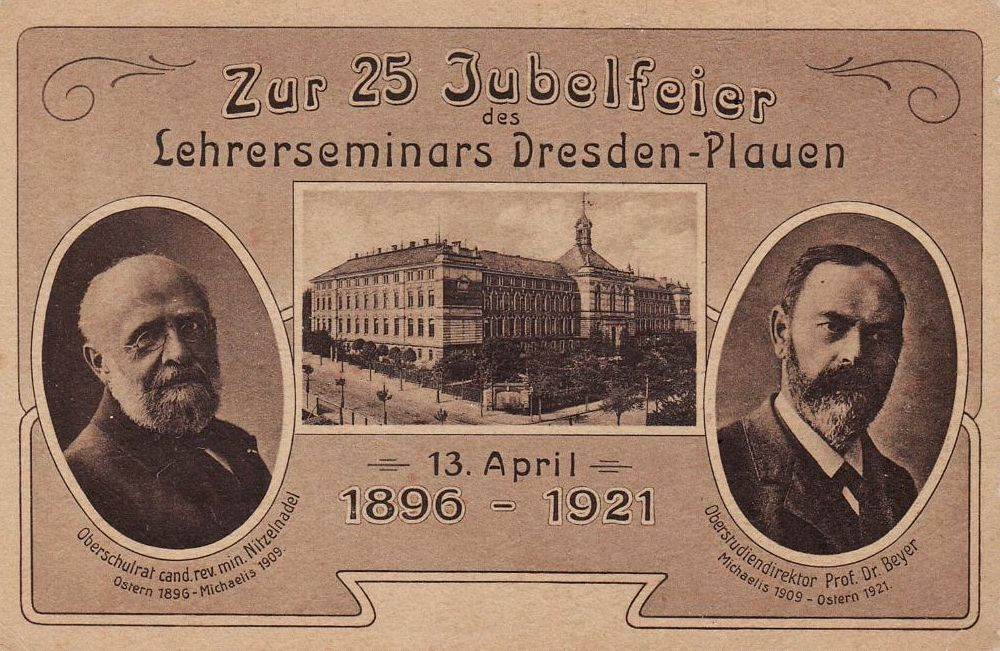
Oberschulrat cand. rev. min. Nitzelnadel (Ostern 1896 – Michaelis 1909) und Oberstudiendirektor Prof. Dr. Beyer (Michaelis 1909 – Ostern 1921)

Seit Gründung der Bildungsstätte gab es insgesamt 16 Schulleiter.
| Zeitraum (von–bis) | Schulleiter       | Anmerkungen |
| ------------------ | ----------------- | --- |
| 1896–1909          | F. A. Nitzelnadel | erster Direktor (vermutlich Friedrich August Nitzelnadel, Autor mehrerer Bücher) |
| 1909–1921          | Franz Otto Beyer  | Oberstudiendirektor |
| 1921–1927          | Tetzsche          | Oberstudiendirektor |
| 1928–1945          | Georg Forker      | [ 30 ] |
| 1945–1951          | Schwaerig Schmalz | Studienrat, Schulleiter der Jungenschule Schulleiter der Mädchenschule |
| 1951–1953          | A. Nixdorf        | |
| 1953–1963          | Peter Beyer       | |
| 1963–1971          | Hans Krist        | Studienrat |
| 1971–1973          | Seltmann          | Oberlehrer |
| 1972–1975          | Lothar Enderlein  | |
| 1975–1987          | Heinz Schuster    | Oberstudienrat |
| 1987–1990          | Karin Kröber      | erste Direktorin |
| 1990–2003          | Eberhard Forberg  | seit 1965 hier Lehrer für Mathematik und Physik, 1990 Wahl zum Schulleiter |
| 2003–2008          | Ulrike Ostermaier | Lehrerin für Kunsterziehung und Deutsch, von 2001 bis 2002 Schulleiterin am Annengymnasium, seit 11. August 2008 Schulleiterin des Sächsischen Landesgymnasiums Sankt Afra in Meißen |
| 2008–heute         | Uwe Hofmann       | Lehrer für Biologie und Chemie, zuvor von 2004 bis 2008 Schulleiter der Deutschen Schule Oslo in Norwegen                                                                            |

### Ganztagsangebote (Auswahl)

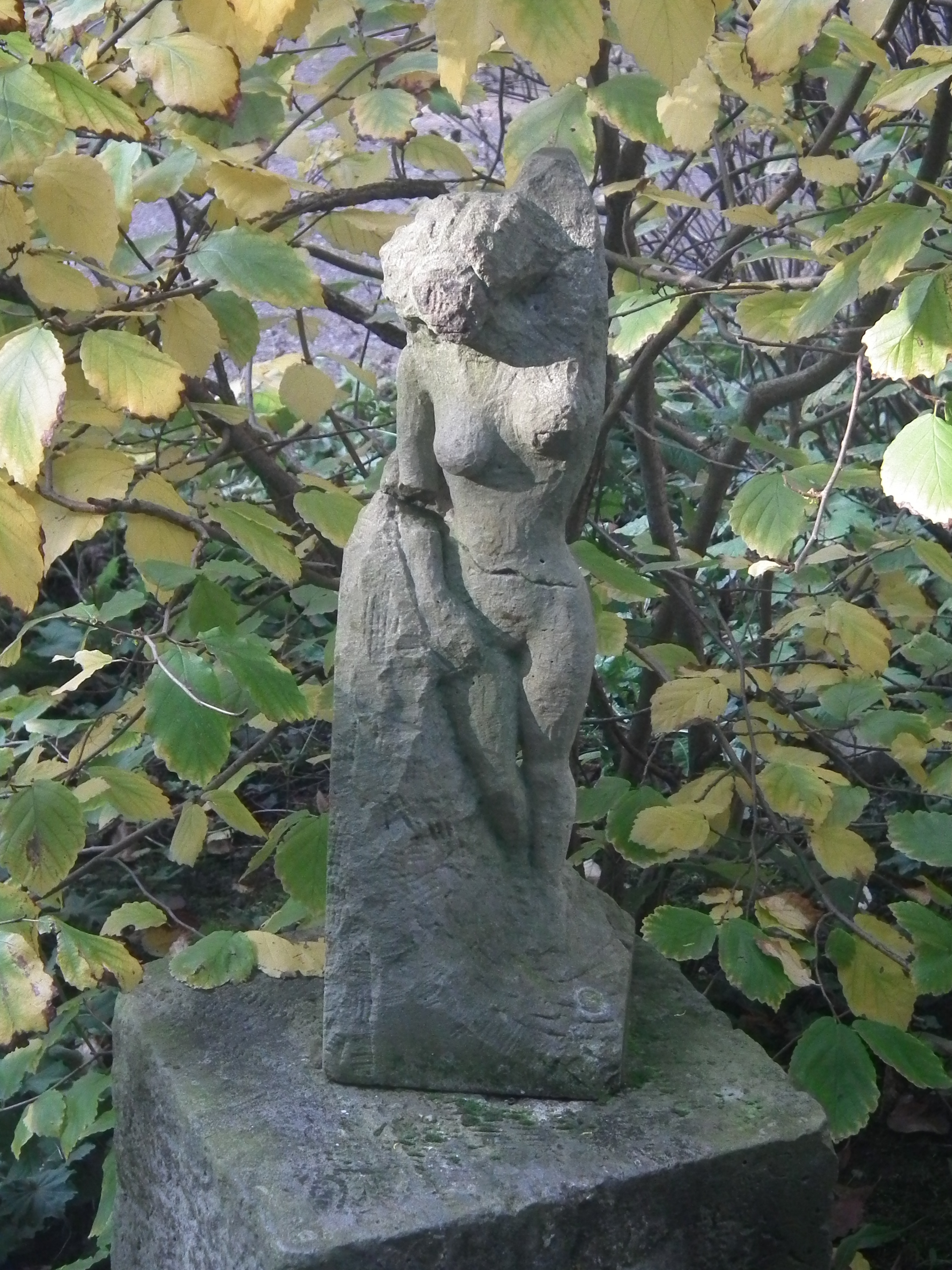
Kunst im Schulpark

Neben dem regulären Unterricht werden am Gymnasium auch Ganztagsaktivitäten (GTA) angeboten:
- Kreatives Gestalten und Dekorieren
- Tischtennis
- Astronomie
- Basketball
- Schülerfirma
- Orientierungslauf
- Leichtathletik
- Medientechnik
- Theaterclub
- Badminton
- Schülerzeitung Kant(ich)
- Triathlon
- Stepaerobic
- Volleyball
- Methoden historischen Arbeitens
- Kammermusik
- Biologie – Arbeitstechniken und Methoden
- Chor
- Englisch – Cambridge Course
- Philosophisches Café
- außerdem mehrere Förder- und Vorbereitungskurse
- Filzen

### Schülerzeitung
Nach der Wende und friedlichen Revolution in der DDR wurde im Herbst 1990 die Schülerzeitung „Der Zahnstocher“ gegründet. Mit einem Preisausschreiben Anfang 1991 wurde der neue Name „Plauensche Spitzen“ gefunden und die Zeitung umbenannt. Der Name des monatlichen Heftchens lehnt sich an die weltweit geschützte Marke Plauener Spitze an. Im Jahr 2009 wurde die Schülerzeitung in „Plaunertasche“ in Anlehnung an das Wort Plaudertasche umbenannt. Seit 2011 heißt die Schülerzeitung „Kant(ich)“. Der Name verbindet Immanuel Kant und das Pronomen ich zu dem Adjektiv „kantig“. Das Heft erscheint aktuell im Format A4 und alle zwei Monate. „Die MarKANTe“ hieß die Schülerzeitung der Schule 2017.

### Veranstaltungen
Viele traditionelle Veranstaltungen finden schon seit mehreren Jahren und teilweise sogar seit einigen Jahrzehnten statt:
- Fest der Kulturen
- Pfefferkuchenturnier: Volleyballturnier in der Adventszeit mit dem traditionsgemäßen Ziel der Schülermannschaften, das Lehrerteam zu schlagen; bei den 5. und 6. Klassen ein Völkerballturnier.
- FÄBI: fächerverbindender Unterricht, jedes Jahr die letzten fünf Schultage vor Weihnachten, in jeder Klassenstufe ein anderes Thema
- Schulsportfest
- Schulfest: findet alle zwei Jahre statt
- Kniggetag: Alle Schüler und Lehrer kommen in festlicher Garderobe in die Schule. Abends findet ein Tanzball in der Aula statt.
- MuLi: musikalisch-literarischer Abend
- Seit dem Schuljahr 2009/2010 gibt es auch eine Theaterwoche, in der die Schüler verschiedene Stücke einüben oder auch Balladen rezitieren
- Schülertriathlon: Schulmeisterschaften der Dresdner Schulen im Stauseebad Cossebaude
- 100km-Duathlon und 20-km-Schülerduathlon: Der 100-km-Mannschaftsduathlon findet seit 1996 anlässlich des 100. Gründungsjahrestags der Schule jedes Jahr Anfang Mai am Gymnasium statt. Die Mannschaften umrunden dabei auf einer 100-km-Strecke die Stadt Dresden. Seit 2001 gibt es für Schüler, die jünger als 16 Jahre sind, den 20-km-Schülerduathlon. Seit 2003 tragen das Gymnasium und der VfA endLOS Dresden e. V. den Mannschaftsduathlon gemeinsam aus. Der 100-km-Duathlon rund um Dresden gilt als ältester Mannschaftsduathlon in Deutschland. Für die Schülerteams gilt traditionell als besondere Herausforderung, die Mannschaft der Lehrer zu schlagen.
- Altpapiersammlungen: dreimal im Jahr, traditionell betreuen die neunten Klassen die Aktion. Jede Klasse versucht, die größte Menge an Altpapier zu sammeln.

### Schulpartnerschaften
Mit dem Isolde-Kurz-Gymnasium (IKG) in Reutlingen (Baden-Württemberg) pflegt das Gymnasium Dresden-Plauen seit 1990 eine Schulpartnerschaft. Zustande kam sie durch den Lehrer Dietmar Herrmann in Reutlingen. Er war von 1951 bis 1955 selbst Schüler in Dresden-Plauen und organisierte im Frühjahr 1990 nach dem Mauerfall eine Fahrt seiner Kollegen nach Dresden. Heute werden Schüler-, Chor- und Orchesteraustausche organisiert.

### Förderverein
Am 21. Mai 1992 gründete sich der Förderverein mit dem Namen „Verein der Freunde und Förderer des Gymnasiums Dresden-Plauen e. V.“ Die 580 Mitglieder (Stand Oktober 2022) des Vereins verschafften dem Gymnasium durch Spenden zu verschiedenen Projekten eine neue Orgel, einen Medienraum, ein Lesecafé sowie Kronleuchter und Gestühl für die renovierte Aula. Der Förderverein ist Herausgeber des Jahresberichts, eines Schuljahrbuchs, welches seit 1992 wieder an eine alte Tradition anknüpft. Seit der Gründung der Schule 1896 bis mindestens 1943 wurden Jahresberichte herausgegeben. Im Jahr 2011 organisierte der Förderverein die Neuausgabe eines Schulringes, wie er auch schon vor 80 und mehr Jahren Brauch an der Schule war.
Alle bisherigen Vorsitzenden des Vereins sind Frauen, die dem heutigen Gymnasium Dresden-Plauen besonders langjährig und durch verschiedene Lebensphasen hindurch verbunden waren. Sie haben jeweils in einem Großteil ihres Berufslebens an der Schule unterrichtet und den Vorsitz kurz vor oder kurz nach ihrem Renteneintritt übernommen.
| Zeitraum  | Vereinsvorsitz                             | Anmerkungen |
| --------- | ------------------------------------------ | --- |
| 1992–2007 | Eva-Maria Gudehus-Peschke (* 1928; † 2020) | - Ehemalige Schülerin des heutigen Gymnasiums, Abitur 1947 - Bereits ab 1947 an verschiedenen Schulen als Neulehrerin tätig; berufsbegleitendes Lehrerstudium bis 1957 - Rückkehr an ihre ehemalige Schule 1956, dort Angehörige des Lehrkörpers bis zum Renteneintritt 1988 - 1992 Gründungsvorsitzende des Fördervereins; 2007 Ernennung zum Ehrenmitglied                                                       |
| 2007–2024 | Ulrike Simon (* 1945)                      | - Ehemalige Schülerin des heutigen Gymnasiums, Abitur 1964 - Lehrerstudium für Sport und Geschichte in Rostock, anschließend an der 47. POS Dresden (heute 47. Grundschule) als Lehrerin tätig - Im Zuge der Umgestaltung zum Gymnasium 1992 Rückkehr an ihre ehemalige Schule, unterrichtete dort bis zum Renteneintritt 2007 - Ende 2007 Übernahme des Fördervereins-Vorsitzes; 2024 Ernennung zum Ehrenmitglied |
| 2024–     | Angela Steiding (* 1960)                   | - Seit Eintritt in den Schuldienst (ca. 1985) als Lehrerin und später Fachleiterin für Gesellschaftswissenschaften am heutigen Gymnasium Dresden-Plauen beschäftigt - Übernahme des Vereinsvorsitzes im Sommer 2024 |

### Bekannte Lehrer und Schüler
| Name                    | Lebensdaten | Anmerkung |
| ----------------------- | ----------- | --- |
| Karl Gräfe              | 1878–1944   | Pädagoge, Dichter und Komponist, Seminarist vor 1898 |
| Martin Hammermüller     | 1883–1974   | Heimatforscher, Dozent und Studienrat an der Oberschule für Jungen in Plauen (Dresden) |
| Emil Lose               | 1885–1949   | Pädagoge, Kunsthistoriker, Volkskundler, Museumsleiter, Scherenschnittkünstler; Schulbesuch 1900 bis 1906                                                                                          |
| Curt Guratzsch          | 1891–1965   | Lehrer von Januar 1946 bis Mai 1950 an der Oberschule, Schriftsteller, Vorsitzender des Verbandes zur Förderung der Neustadt, Namensgeber der Curt-Guratzsch-Straße, Vater von Dankwart Guratzsch  |
| Kurt Beythien           | 1897–1974   | Komponist und von 1946 bis 1965 Lehrer (ohne pädagogische Ausbildung) für Chemie und Musik an der Oberschule Dresden-Süd                                                                           |
| Oscar Schönherr         | 1903–1968   | Pädagoge, Komponist und erzgebirgischer Musiker, von 1916 bis 1923 Seminarist |
| Rudolf Dittrich         | 1903–1990   | Kammersänger, von 1916 bis 1923 Seminarist |
| Albert Fischer          | * 1906      | Professor für Berufschulmethodik im Bauwesen, 1933 Abitur |
| Fritz Wilhelm Liebscher | * 1914      | Professor für Ökonomie, Organisation und Planung im Bauwesen, Dekan der TU Dresden, 1933 Abitur |
| Gottfried Bammes        | 1920–2007   | Professor für Künstleranatomie, 1931 bis 1939 besuchte er die Staatliche Oberschule für Jungen in Dresden-Plauen                                                                                   |
| Ingetraut Ludolphy      | 1921–2014   | Professorin für Kirchengeschichte, von 1946 bis 1951 Lehrerin ab der Oberschule |
| Karl-Heinz Naase        | * 1922      | Politiker (LDPD), Mitglieder des Thüringer Landtags; 1940 wurde Naase zur Wehrmacht eingezogen, gleichzeitig war er als externer Schüler an der Oberschule Dresden-Plauen eingetragen. 1943 Abitur |
| Siegfried Otto          | 1930–1986   | Professor für Sozialistische Betriebswirtschaft der TU-Dresden, 1948 Abitur |
| Wilfried Werz           | 1930–2014   | Bühnen- und Kostümbildner, Professor an den Kunsthochschulen Berlin-Weißensee und Dresden, Schulbesuch von 1940 bis 1949                                                                           |
| Gerhard Hönisch         | * 1932      | Professor für Konstruktive Gestaltung an der Fakultät Maschinenwesen der TU-Dresden, 1950 Abitur                                                                                                   |
| Eberhard Paul           | * 1932–2014 | Professor für Klassische Archäologie, Griechische und Römische Kunst an der Fakultät für Geschichte, Kunst- und Orientwissenschaften der Universität Leipzig                                       |
| Klaus Herzog            | * 1938      | Professor für Instrumentelle Analytik, 1956 Abitur |
| Peter Paufler           | * 1940      | Professor für Kristallographie, 1958 Abitur |
| Helge Bergander         | * 1941      | Professor für Technische Mechanik, 1959 Abitur |
| Maria Seidemann         | 1944–2010   | Schriftstellerin, Historikerin, Archivarin |
| Peter Wicke             | * 1951      | Professor für Theorie und Geschichte der populären Musik an der Humboldt-Universität Berlin, Mitbegründer des Lehr- und Forschungsgebietes Popular Music Studies, 1970 Abitur                      |
| Mike Schmeitzner        | * 1968      | Historiker |
| Bernhard Güttler        | * 1970(?)   | Professor für Musikübertragung am Erich-Thienhaus-Institut der Hochschule für Musik Detmold, Abitur 1988                                                                                           |
| Torsten Herbst          | * 1973      | Politiker (FDP), 2004 bis 2014 Mitglied im Sächsischen Landtag |
| Aline Fiedler           | * 1976      | Politikerin (CDU), Mitglied des Sächsischen Landtages |
| Anke Wagner             | * 1982      | Politikerin (CDU), Stadträtin von Dresden |
| Richard Socher          | * 1983      | Informatiker |
| Stephanie Stumph        | * 1984      | Schauspielerin |